# 川崎市交通局
川崎市交通局（かわさきしこうつうきょく、川崎市バス）は、川崎市の地方公営企業の一つ。公営交通として、現在は神奈川県川崎市全域でバス路線を運営する公営バス事業者である。
過去には路面電車の川崎市電、トロリーバスの川崎市営トロリーバスも運営していたが廃止され、現在ではバス事業専業である。また市営地下鉄である川崎縦貫高速鉄道も計画されたが、開業に至らず未成線となっている。
なお、同じ神奈川県内の公営バスである横浜市交通局のバスは「市営バス」と呼ばれることが多いのに対し、川崎市交通局のバスは「市バス」と称され、川崎市公式サイトでも「市バス」の名称で案内されている。

## 概要

### 市電・トロリーバス・市営地下鉄事業
川崎市電・川崎市営トロリーバス、川崎縦貫高速鉄道についての詳細は、各項目の記事を参照。

### バス事業
南は川崎市川崎区の東扇島から北方向は多摩区稲田堤駅周辺まで、北西方向は麻生区の柿生駅付近まで、川崎市全域で路線バスを運行している。
なお川崎市外では、横浜市内の高田町バス停を終点とする2つの系統があり、同市港北区・都筑区に乗り入れる。さらに、横浜市青葉区のたまプラーザ駅にも乗り入れている。なお、横浜市営バスにおいても川崎駅西口（川崎市幸区）に乗り入れる路線がある。
またかつては高速バスも運行しており、川崎駅から東京湾アクアラインを経由して房総半島の木更津駅と袖ケ浦駅を結ぶ高速バスを、京浜急行バス・川崎鶴見臨港バス・小湊鉄道バス・日東交通・東京ベイサービスと共同運行していたが、川崎 - 袖ケ浦線は2002年に廃止、川崎 - 木更津線は2004年に撤退し、高速バス事業からは撤退している。
市バスのイメージキャラクター（ゆるキャラ）として、「かわさきノルフィン」が制定されている。詳細は同項目を参照。

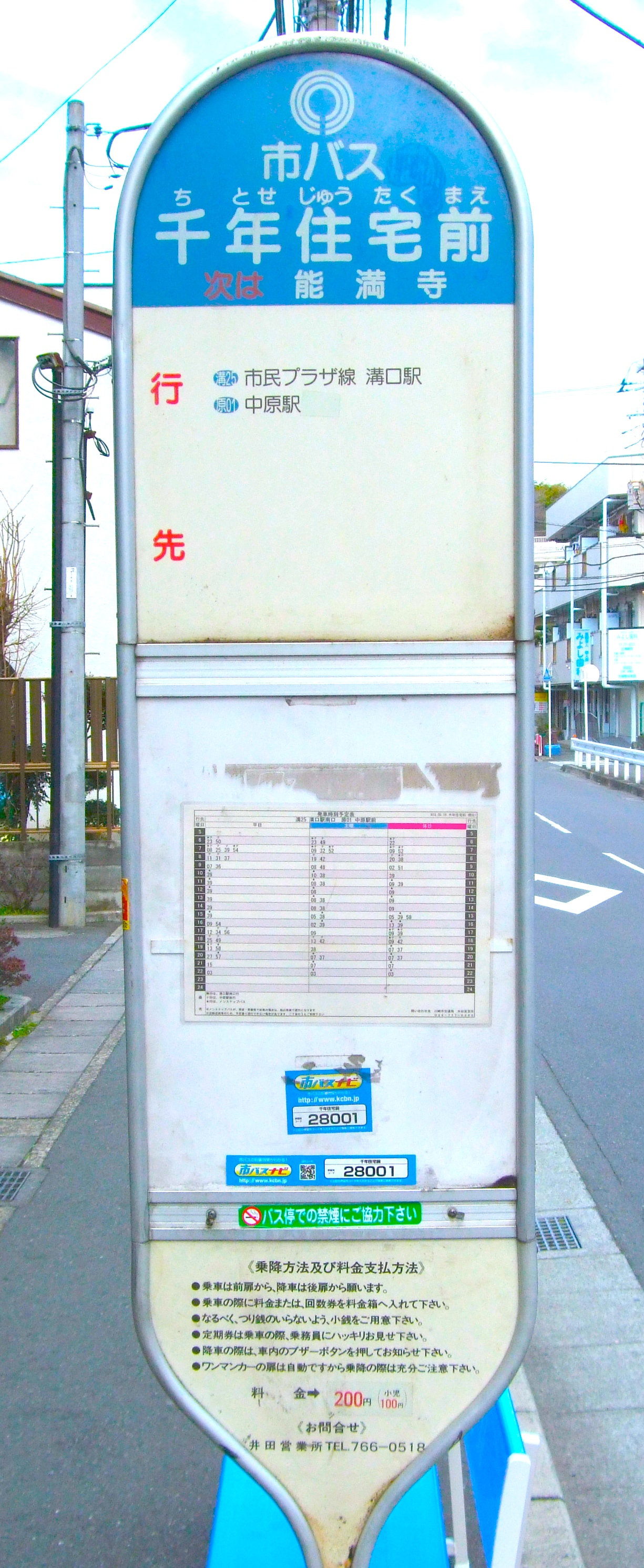
川崎市バス停留所標識
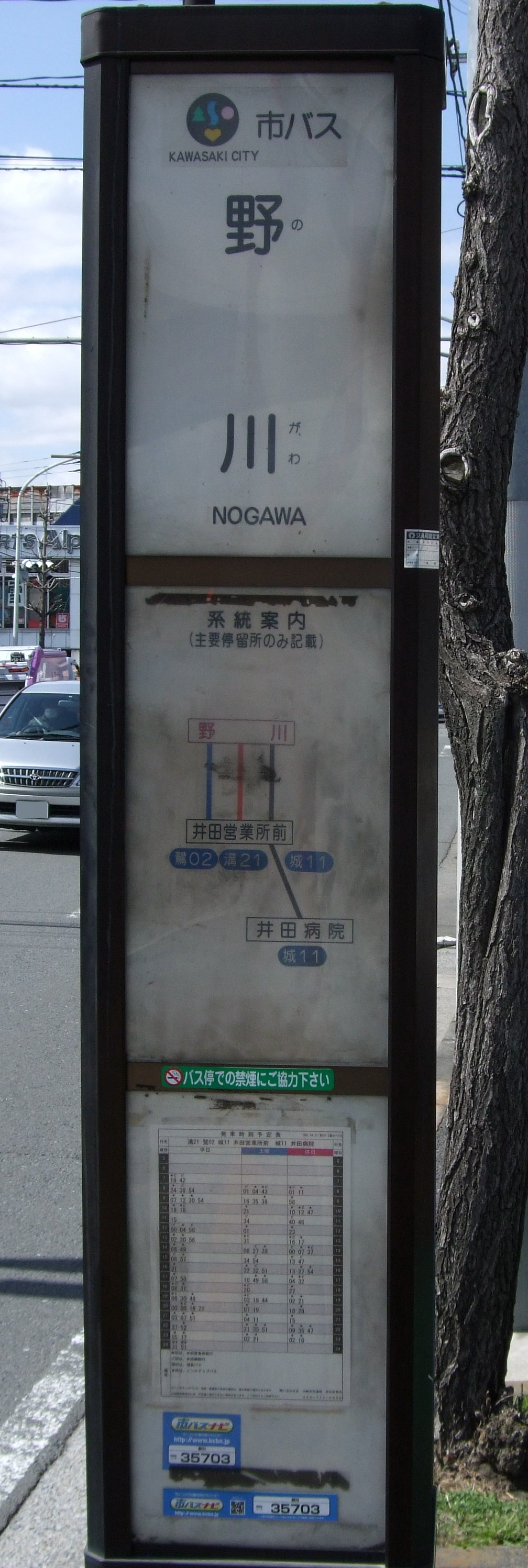
川崎市バス停留所標識（照明付）
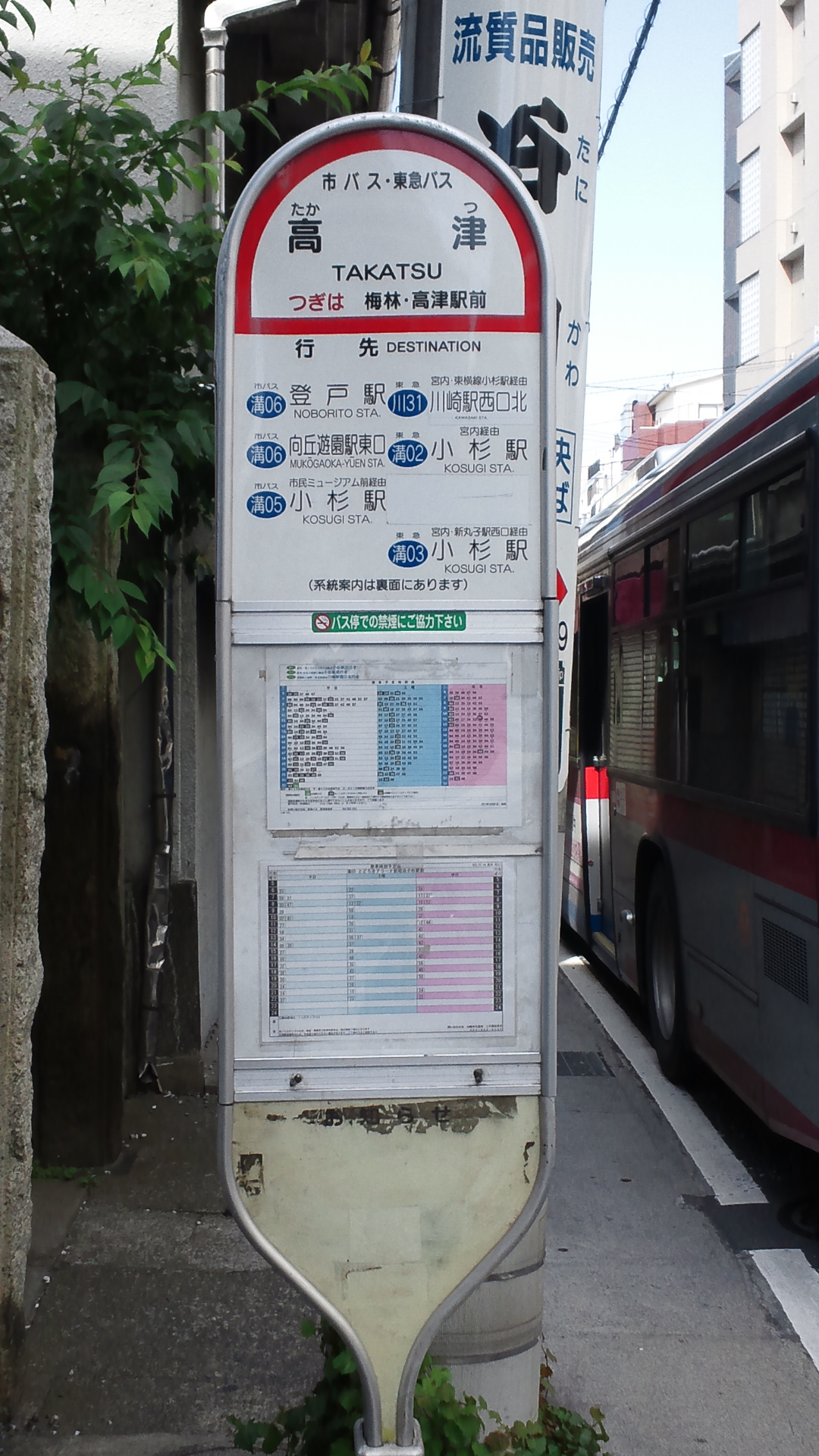
共用停留所標識（東急バス）。他社と共用のバス停には赤枠が記され、先頭に表記された事業者が設置している

## 歴史

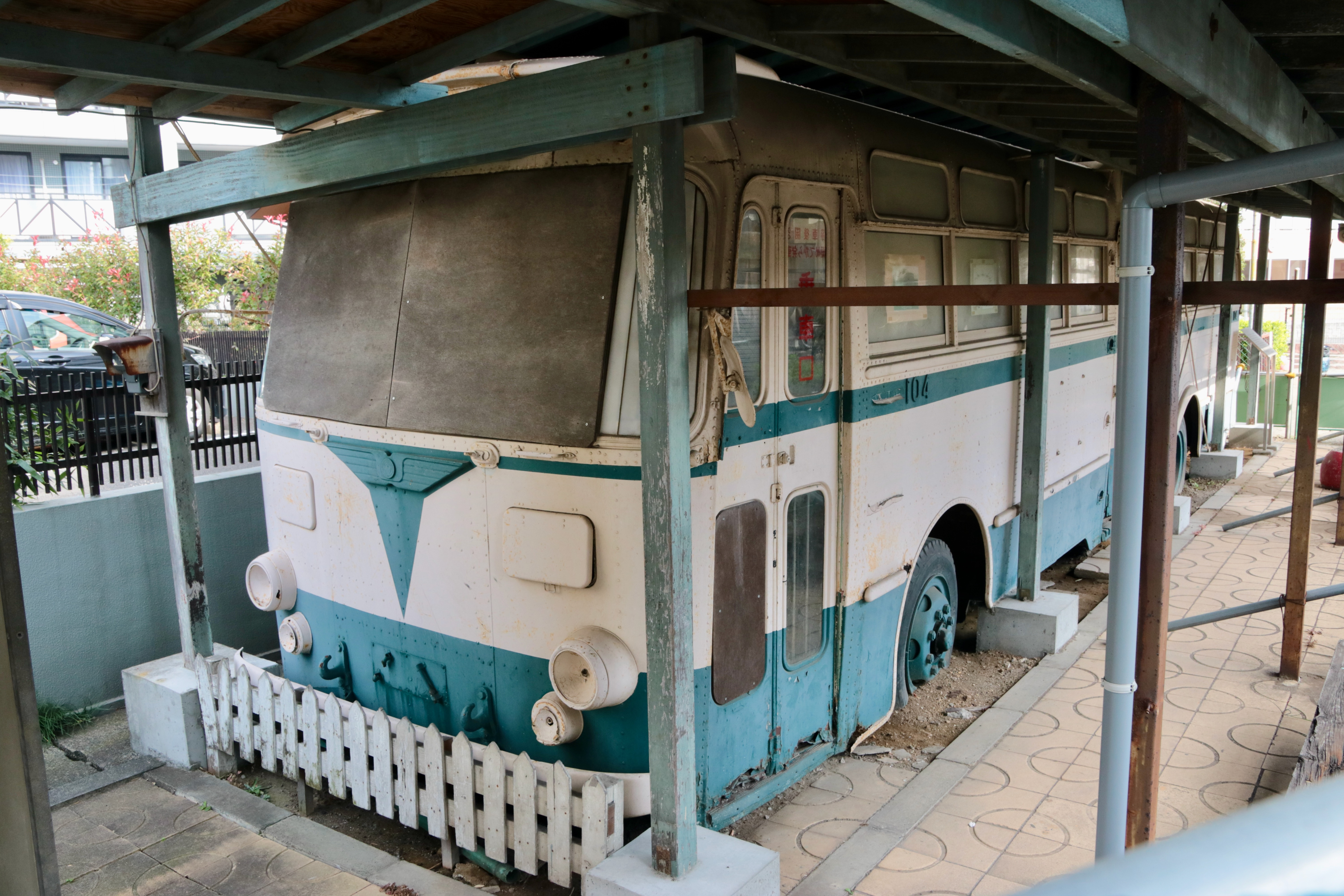
高津区二子塚公園に保存される川崎市最後のトロリーバス車両。側窓には運行当時の写真も（2021年11月）

### 市電開業からバス専業へ
川崎市電・川崎市営トロリーバス・川崎縦貫高速鉄道の歴史については、各項目も参照されたい。また詳しい年表が、川崎市公式サイトの「年度別事業概要 (PDF) に記載されているので、そちらも参照されたい。
川崎市の公営交通は太平洋戦争末期に、路面電車である川崎市電の運行からスタートした。戦前の川崎市内の公共交通は南武鉄道および、川崎鶴見臨港バス（おおむね東海道線以南）・東京急行電鉄バス（同じく東海道線以北溝ノ口まで）・南武鉄道（同じく溝ノ口以北）のバス路線が主体となっていた。
だが戦争末期には、川崎駅から臨海部の軍需工場への通勤輸送が、既存のバスやトラックでは限界に達していたため、1944年（昭和19年）10月14日に川崎駅から臨海部の間で、まず市電の運行が開始された。
戦後になり、民営バス各社が運休中であったことから、川崎市は市民の足を確保する目的で市バス運行を計画し、1950年（昭和25年）12月15日に浜町三丁目～新丸子駅前間12.04kmで運行を開始した。
1951年、南武鉄道のバスを承継した立川バスより溝口営業所を買収し、4路線（溝口駅 - 溝口 - 蔵敷、溝口 - 高津 - 生田（榎戸） - 矢ノ口 - 調布、高津 - 二子玉川 - 成城学園前駅、登戸 - 生田（榎戸））を譲受。翌1952年このうち3路線を開業して市内全域を運行地域とする。この際、立川バス溝ノ口営業所が営業していた川崎市外の路線（矢ノ口 - 調布、高津 - 成城学園前駅）は譲受が認められず、そのまま廃止された。
また同年には、川崎駅前 - 桜本でトロリーバスの運行を開始している。しかし、モータリゼーションの波や設備更新、経営合理化などの影響から、まず1967年にトロリーバスが、1969年には市電が廃止され、バス専業となった。
その後は先発の臨港バス・東急バス、川崎市内に進出してきた後発の小田急バスと競合しながらも路線網を拡充し、バス路線網は現在に至っている。
なおほかに川崎市内に乗り入れる一般路線を持つバス事業者は、京浜急行バス、神奈川中央交通、横浜市交通局がある。ただし、京浜急行バスは基本的に川崎区と東京都大田区とを結ぶ路線のみで、神奈川中央交通は麻生区の市バス営業エリア外での運行がほとんどである。横浜市交通局は横浜駅 - 川崎駅西口など一部路線が幸区を走行する。
このほか、1960年代の政府答申に基づき、1996年頃より川崎駅 - 新百合ヶ丘駅間の川崎市南北の拠点都市をつなぐ市営地下鉄「川崎縦貫高速鉄道」の整備が議決され、国の事業許可を得て着工に至ったが、2003年の一時的な川崎市の財政悪化を受けて、環境影響調査後の事業続行を中断した。
その後、当初計画で取得した新百合ヶ丘駅 - 元住吉駅の免許を廃止し、新百合ヶ丘駅 - 武蔵小杉駅の計画が進められ、22年で償還可能との試算がなされたが、2012年度で同事業の会計を閉鎖すると、それまで市営地下鉄建設を選挙公約として再選されてきた阿部孝夫市長（当時）が発表した。

### 民間委託と路線移譲
川崎市交通局は2006年度より、「川崎市バスニュー・ステージプラン」を導入している。これは経営状況を改善するため、勤務条件の見直しや嘱託乗務員の採用などのほか、共同運行路線・競合路線を民間事業者へ移譲し、営業所の管理業務を民間委託することで経費節減を図るものである。
これにより、共同運行している向01系統、競合している溝03系統を東急バスに移譲し、競合により利用者の少ない溝04および溝05小杉線・等々力線の運行区間短縮を行った。
また2007年4月より、上平間営業所を川崎鶴見臨港バス子会社の臨港グリーンバスに管理業務委託した。結果として近年赤字続きであった交通局バス部門も、2005年度はわずかながら黒字に転換するなどの効果が出ている。
この政策はその後も引き続き実施され、2011年4月1日には鷲ヶ峰営業所・井田営業所の一部路線を、新設の菅生営業所（旧・菅生出張所）（現：鷲ヶ峰営業所菅生車庫）へ移管するとともに、神奈川中央交通子会社の相模神奈交バス（現：神奈川中央交通）へ運行管理を委託した。なお、2017年3月25日をもって菅生営業所の管理委託が解除され、引き換えに井田営業所が同社に管理委託されている。
2013年5月1日には、川崎鶴見臨港バスと共同運行していた川03系統を臨港バスへ移譲し、これにより余剰となった車両を川04・川05・川07系統の増発に回した。
2021年3月1日には、共同運行していた新10系統を小田急バスに移譲し、同時に同社との共通定期券の取り扱いを終了した。なお、2018年10月1日に新設された鷺31系統（小田急の他、東急バスとも共同運行）は日中のみの運行で運行本数が少ないこともあり、新設当初から共通定期券の取り扱いはない。

### 年表
- 1944年（昭和19年）10月14日 - 市電営業開始[4]。
- 1948年（昭和23年）8月 - バス路線開設の免許を申請（丸子循環線）[4]。
- 1949年（昭和24年）
  - 2月 - トロリーバス免許を申請。川崎鶴見臨港バスとの競願となるが、臨港バスが取り下げたため免許取得[4]。
  - 5月 - 丸子循環線のバス路線免許申請、民間（東急）との競合を理由に却下される[4]。
- 1950年（昭和25年）初のバス営業所として大島営業所を開設[4]。
  - 9月 - 路線計画を修正し再申請の上、バス路線の免許を取得[4]。
  - 12月15日 - 市バス営業開始[4]。
- 1952年（昭和27年）地方公営企業法の適用を受け、独立採算制の川崎市交通部が発足[4]。
  - 8月1日 - 大島営業所溝口出張所、立川バス溝口営業所を引き継ぐ形で開設[4]。
  - 9月 - 貸切バス事業を開始[4]。
- 1953年（昭和28年）上平間営業所を開設[4]。
- 1951年（昭和26年）3月1日 - トロリーバス営業開始[4]。
- 1959年（昭和34年）
  - 川崎市交通部から交通局へ昇格[4]。
  - 溝口出張所を移転し、溝口営業所として開設。上平間営業所より路線移管[4]。
- 1962年（昭和37年）塩浜営業所を開設[4]。
- 1963年（昭和38年）女子車掌不足により、市バスワンマン化計画開始[4]。
- 1965年（昭和40年）ワンマンカー導入、バスワンマン運行開始[4]。
  - 5月 - 交通局の赤字増加を受け「川崎市交通事業再建対策審議会」設置[4]
- 1966年（昭和41年）8月 - 井田出張所を開設[4]。
  - 1月 - 審議会の答申が出る。これを受け「交通事業再建再建整備8ヶ年計画」が策定、トロリーバスと市電の廃止、バス全車ワンマン化などの合理化方針が決定[4]。
- 1967年（昭和42年）大島営業所廃止[4]。
  - 4月30日 - トロリーバス廃止[4]。
- 1968年（昭和43年）井田出張所、営業所に昇格[4]。
  - 3月 - 貸切バス事業廃止[4]。
- 1969年（昭和44年）3月31日 - 市電廃止[4]。
- 1972年（昭和47年）車両の塗色を青と白の現行カラーに変更[4]。
  - 4月1日 - 川崎市、政令指定都市となる。
  - 4月 - 鷲ヶ峰営業所を開設[4]。
- 1975年（昭和50年）6月3日 - 市バス全車ワンマン化達成[4]。
- 1980年（昭和55年）
  - 4月 - 特定旅客自動車運送事業開始。養護学校などの福祉輸送のため小型バスを導入[4]。
  - 7月 - 冷房車の導入開始[4]。
  - 8月1日 - 溝口営業所廃止にともない、鷲ヶ峰営業所菅生出張所を開設[4]
- 1985年（昭和60年）7月 - 川崎市内バス共通回数券を実施。臨港バス、東急バス、京浜急行電鉄（現：京浜急行バス）・小田急バスとの共同事業[4]。
- 1986年（昭和61年）10月 - 川崎駅東口駅前広場整備完了、地下街「川崎アゼリア」開業[4]。
- 1988年（昭和63年）- 車両塗色をマイナーチェンジ、青色部分が鮮やかなスカイブルーとなる[4]。
- 1990年（平成2年）
  - 2月 - 川崎アゼリアに「川崎駅バス総合案内システム」設置。臨港バス、東急バス、京浜急行電鉄（現：京浜急行バス）との共同事業[4]。
  - 7月11日 - 深夜バス運行開始[4]。
- 1991年（平成3年）12月 - 日野自動車が開発したハイブリッドバス、日野・ブルーリボンHIMRの先行導入事業者となり、塩浜営業所へ導入。以後低公害車の導入が進む[4]。
- 1992年（平成4年）
  - 3月 - 横浜市・川崎市バス共通カード導入（マリンカードと共通利用）[4]。
  - 3月24日 - 全車冷房車化達成[4]。
- 1993年（平成5年）8月 - ワンステップバス導入開始[4]。
- 1994年（平成6年）
  - 1月 - 三菱ふそうが開発した蓄圧式ハイブリッド車、エアロスターMBECSを導入[4]。
  - 12月 - 日産ディーゼル（現：UDトラックス）が開発したCNGバス、U-UA440系CNG試作車の先行導入事業者となり、塩浜営業所へ導入[4][5]。
  - 8月 - いすゞ自動車のアイドリングストップバスを導入[4]。
  - 10月 - バス共通カード、都内均一運賃地区と共通利用開始[4]。
  - 一日乗車券発売開始[4]。
- 1996年（平成8年）3月 - 特定自動車運送（福祉輸送）廃止[4]。
- 1997年（平成9年）12月18日 - 東京湾アクアライン高速バス運行開始[4]。
- 1998年（平成10年）11月9日 - ノンステップバス運行開始[4]。
- 1999年（平成11年）4月 - 塩浜営業所構内にCNG充填施設「川崎塩浜エコステーション」開設。
- 2001年（平成13年）5月11日 - 川崎縦貫高速鉄道、鉄道事業許可取得（初期計画）。
- 2002年（平成14年）
  - 4月 - 新車導入が全車ノンステップバスとなる[4]。
  - 11月 - 東京湾アクアライン高速バス袖ヶ浦線を廃止[4]。
- 2003年（平成15年）9月1日 - ラッピングバス運行開始。
- 2004年（平成16年）
  - 1月15日 - 川崎市コミュニティバス実証実験、東急バスと共同参加。2月23日まで宮前平駅 - 白幡台団地を試験運行[4]。
  - 4月1日 - 東京湾アクアライン高速バスから撤退[4]
  - 4月1日 - 菅生出張所を廃止、鷲ヶ峰営業所へ統合。跡地は菅生車庫として使用[4]。
  - 8月 - 快速ミューザ運行開始[4]。
- 2005年（平成17年）
  - 3月 - 1968年3月に廃止した貸切バス事業を再開[4]。
  - 「川崎市バス事業ニューステージプラン」策定。これにもとづき、競合路線の民間移譲、営業所の民間委託などの合理化を行う[4]。
  - 携帯電話で閲覧できるインターネットバスナビゲーションシステム「市バスナビ」運用開始。井田営業所管内で先行導入、順次全路線に拡大[4]。
- 2006年（平成18年）4月1日 - 川崎縦貫高速鉄道、鉄道事業廃止（初期計画）。
- 2007年（平成19年）
  - 3月18日 - PASMOサービス開始と同時に全車両に導入[4]。
- 2007年（平成19年）
  - 4月1日 - 上平間営業所の一部路線を臨港グリーンバスへ管理委託開始。
  - 4月1日 - ラゾーナ川崎前の西口北バスターミナル（2018年4月1日より「川崎駅ラゾーナ広場」に改称）が供用開始、川崎駅発着の一部路線の乗り場を変更。
  - 11月26日 - IC定期券を発売開始。
- 2008年（平成20年）4月1日 - 上平間営業所の全路線が臨港グリーンバスへ管理委託される。
- 2009年（平成21年）3月1日 - コミュニティバス実証実験、東急バスと共同参加。3月28日まで宮前平駅 - 有馬・東有馬地区を試験運行。市バスは井田営業所、東急バスは新羽営業所が担当。
- 2010年（平成22年）
  - 4月1日 - 臨港グリーンバスの吸収合併に伴い、上平間営業所の委託先を川崎鶴見臨港バスへ変更。
  - 6月30日 - バス共通カード、磁気式1日乗車券の発売終了。
  - 10月31日 - バス共通カード、川崎市バス専用カード、マリンカード、磁気式1日乗車券の利用終了。
- 2011年（平成23年）
  - 1月23日 - コミュニティバス実証実験、東急バスと共同参加。コースと担当営業所は2009年に同じ。
  - 4月1日 - 菅生車庫を菅生営業所として開設。鷲ヶ峰・井田営業所から路線移管。
- 2013年（平成25年）3月23日 - 交通系ICカード全国相互利用サービス導入開始。
- 2017年（平成29年）3月26日 - 井田営業所の全路線が神奈川中央交通東へ管理委託される。同時に菅生営業所においては、管理委託が解除され直営となる。
- 2021年（令和3年）
  - 2月28日 - この日をもって、入出庫便も含めて新10系統から撤退。翌3月1日に共同運行にしていた小田急バスに完全移譲し、同社との共通定期券の取り扱いを終了[3]。
  - 4月1日 - 再び菅生営業所を廃止。菅生営業所は鷲ヶ峰営業所の傘下となり、「鷲ヶ峰営業所菅生車庫」に改称。[6]
- 2022年（令和4年）
  - 8月26日 - 認可申請を行なっていた乗合バス料金改定が国土交通大臣の認可を受け、同年10月1日より料金改定予定と発表[7]。
  - 10月1日 - 運賃改定実施。大人運賃を220円・小児運賃を110円に値上げ。
- 2024年(令和6年)
  - 川崎市交通事業80周年
- 2025年(令和7年)
  - 3月3日 - 電気バス(塩浜営業所E-001～E003)を導入https://www.city.kawasaki.jp/820/page/0000174416.html

## 営業所・案内所
詳細は公式サイト「川崎市バス 発売窓口」を参照。

### 営業所
- 上平間営業所（H）
  - 2007年4月1日からは、臨港グリーンバスに管理委託していた。
  - 2010年4月1日、臨港グリーンバスが親会社の川崎鶴見臨港バスに全事業を譲渡したため、同日からは臨港バスに管理委託している。
- 塩浜営業所（S）【直営】
- 井田営業所（A）
  - 2017年3月26日から、神奈川中央交通に管理委託している。
- 鷲ヶ峰営業所（W）【直営】

### 廃止された営業所
- 大島営業所 - 川崎市川崎区に所在[2][4]
  - 1950年（昭和25年）開設。川崎市バス開業時から存在した最初の営業所であったが、1967年（昭和42年）廃止された[4]。
- 溝口営業所（M） - 川崎市高津区に所在[2][4]
  - 1952年（昭和27年）、大島営業所溝口出張所として開設。立川バス溝口営業所を引き継ぐ形での開設であった[4]。
  - 1929年（昭和4年）10月に創立された立川自動車運輸は、1937年（昭和12年）5月に五日市鉄道（現：JR五日市線）に買収され、さらに1940年（昭和15年）に南武鉄道（現：JR南武線）が五日市鉄道を合併した。1944年（昭和19年）に改正陸運統制令による戦時統合でこれらの鉄道路線が国有化された後、南武鉄道が溝口地区に小規模ながら有していたバス路線が、立川自動車運輸に引き継がれた[8]。
  - 終戦後の1947年（昭和22年）に立川自動車運輸は立川バスへ社名変更し、溝口地区の路線は1950年（昭和25年）に立川バスに正式に譲渡された。これを1951年（昭和26年）に川崎市交通部（当時）が、川崎市内の路線整理のため、車庫・車両・路線ともに買収したものである[4][8]。
  - 大島営業所溝口出張所の担当で、蔵敷線、登戸線、矢野口線の3路線が市バスの路線として営業開始し、その後も溝口地区を中心に路線を拡大していった[4]。
  - 1959年（昭和34年）に移転の上、溝口営業所に昇格。上平間営業所から路線移管を受ける[4]。立川バス時代から武蔵溝ノ口駅・溝の口駅前にあったが、駅前の敷地が狭いため移転した。
  - 1980年（昭和55年）廃止。これに伴い、鷲ヶ峰営業所菅生出張所（現：鷲ヶ峰営業所菅生車庫）が開設された[4]。菅生出張所の営業所略号「M」は、溝口営業所の略号を引き継いだものである。

- 菅生営業所（M）
  - 2011年4月1日：鷲ヶ峰営業所から菅生車庫が分離、菅生営業所として開設。相模神奈交バスに管理委託される。
  - 2017年1月1日：神奈川中央交通の子会社再編により、委託事業者が相模神奈交バスから神奈川中央交通東に変更。
  - 2017年3月26日：管理委託を終了し直営となる。
  - 2021年4月1日：再び鷲ヶ峰営業所に吸収され、鷲ヶ峰営業所菅生車庫に改称。なお、運行業務は菅生営業所からそのまま引き継がれているため、鷲ヶ峰営業所本体とは車両運用や乗務員の仕業等は完全に分けられたままである。
  - 2022年3月27日：鷲ヶ峰営業所と独立したままであった車両運用や運行業務などを鷲ヶ峰営業所に集約。鷲ヶ峰営業所菅生車庫（旧：菅生営業所）は運行機能を失い、用地は鷲ヶ峰営業所所管路線の折返場や車両の留置場として使用。

### 案内所
- 川崎乗車券発売所 - アトレ川崎 3階 川崎駅北口通路 かわさききたテラス内
- 溝口乗車券発売所 - NOCTY 1　地下1階
- 乗車券委託発売所
  - 東急バス武蔵小杉案内所 - JR東日本 武蔵小杉駅 北口 1階
  - 小田急バス新百合ヶ丘案内所 - 小田急電鉄 新百合ヶ丘駅 1階

## 運賃・乗車券類
詳細および最新の情報は、川崎市公式サイト「川崎市交通局 市バス 運賃」を参照。
均一料金制を採用しており、運賃は大人220円・小児110円（現金・IC同額、2022年10月1日から）。ただし深夜バスは、大人440円・小児220円。川崎病院線は大人・小児とも支払い方法にかかわらず100円。かつて運行していた臨時快速バス「ミューザ」は支払方法に関わらず大人420円・小児210円、2022年9月30日までは、た83系統でたまプラーザ駅で乗降する場合は支払方法に関わらず大人220円・小児110円、乗降方式は前乗り後降りである。
深夜普通乗車料金は先に記したとおりだが、一日乗車券及び定期乗車券を持参する場合には、半額で利用することが出来る。。
PASMOに関しては、2007年3月18日のサービス開始と同時に、東京都交通局（都営バス）などとともに全線で提供開始された。PASMOやSuicaの利用履歴には「川崎市B」と表示・印字される。

### 乗継割引
基本的に1乗車毎に運賃の支払いが必要となるが、例外的に乗り継ぎの系統が限定されるものの、市民の通院の便宜を図るため、井田営業所 - 川崎市立井田病院、鷲ヶ峰営業所 - 聖マリアンナ医科大学の乗り継ぎの場合に、申し出により一乗車となる扱いがある。
また西菅線では、本線と支線を城下（京王稲田堤駅）停留所で乗り継ぐ場合には、乗り継ぐ前の車内で乗継券を半額で購入することができる扱いがある。

### 定期券
2007年11月26日より、一日乗車券と同様に、定期券情報をICカードに書き込んだIC定期券を全線で導入した。なお、6ヶ月定期券および6ヶ月の端数日付通学定期乗車券はIC定期券でのみ発行される。
環境定期制度を実施しており、通勤定期券所持者に同伴する同居の家族（条文では2親等以内の親族）は、土日祝日に半額料金で利用できる。

### 一日乗車券
一日乗車券も存在し、大人550円（小児280円）に設定されている（深夜バス・快速ミューザはこのほかに大人220円・小児110円の運賃が必要）。
また他社局ではあまり類を見ないと思われる「一日家族乗車券」も設定されていた。料金は800円で、一回の乗車につき同居の家族（条文では2親等以内の親族）が大人・小児合わせて3人まで、一日何回でも利用できた。ただし土日祝日とお盆、年末年始以外は1人でしか利用できなかった。
なお、家族一日乗車券は発売、使用共に終了したため現在利用することは出来ない。
一日乗車券については、PASMO導入以降はPASMOやSuicaで利用できる。家族乗車券は当面従来どおり磁気券のままの予定。なお、磁気式一日乗車券は2010年6月30日をもって発売を終了、同年10月31日をもって利用を終了した。利用終了翌日である11月1日から5年間、払い戻しの取扱いを実施している。
ほかに障害者向けとして、特殊一日乗車券（大人200円・小児100円）が磁気式で運用されていた。ただし、IC一日乗車券や家族一日乗車券と違い車内販売は行っておらず、各営業所または川崎・溝口の販売窓口にて各種障害者手帳などを提示の上、現金で購入する必要がある。なお、定期券販売を他社に委託している武蔵小杉案内所（東急バス）・新百合ヶ丘案内所（小田急バス）での販売は行っていない。
なお2011年9月3日〜12月31日まで「川崎市藤子・F・不二雄ミュージアム開館記念乗車券」としてスクラッチ式の一日乗車券が発売された。料金は発売時点のIC一日乗車券と同じ大人400円、小児200円。利用期間は2011年9月3日から2012年3月31日まで。

### 過去の制度
かつて横浜市内の高田町・西原で乗降する場合には、横浜市内均一運賃が適用され、乗車時に乗務員に行き先を告げる申告制運賃となっていたが、横浜運賃取り扱いは2007年2月28日に廃止され、同年3月1日からは川崎市内のみの利用と同額になった。なお2007年の時点では川崎運賃は大人200円・小児100円、横浜運賃は大人210円・小児110円で、横浜運賃の方が10円高かった。
また、横浜市交通局発行の地下鉄・バス共通「マリンカード」（発売終了）も利用可能であった（ただし、青色の「共通カード取扱車」ステッカーが貼られている車両のみ）。
川崎市バスにおけるバス共通カードの取扱いについては、2010年6月30日をもって発売を終了、同年10月31日（ただし川崎市バス以外の社局での利用については同年7月31日）をもって利用（川崎市バス専用カード及びマリンカードを含む）を終了した。川崎市交通局発行のバス共通カードについては、利用終了翌日である11月1日から5年間、手数料なしで払い戻しの取扱いを実施している。

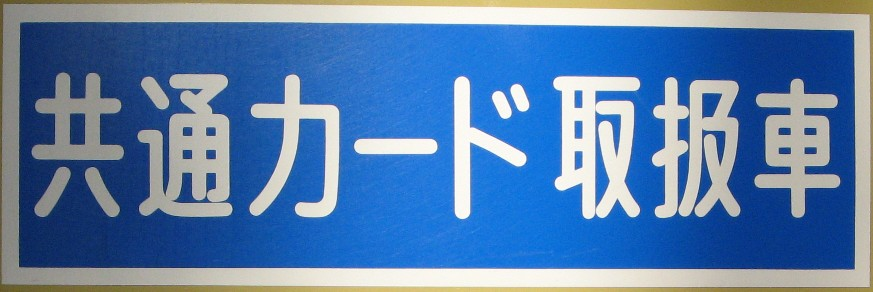
マリンカード・バス共通カード取扱車ステッカー
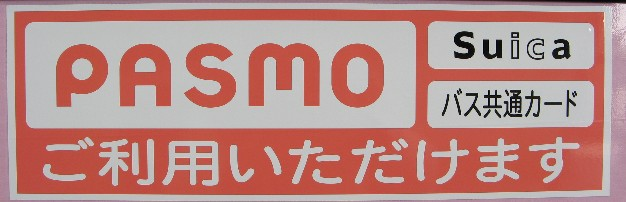
PASMO・バス共通カード取扱車ステッカー

### 福祉優待制度
このほかに交通局の制度ではないが、高齢者・障害者の社会参加を促進するため、川崎市の制度として以下の福祉乗車制度があり、市内の路線バス運賃が減免される。詳細は脚注リンクおよび、川崎市公式サイト「障害者の交通に関する助成・割引等」を参照。
対象路線は川崎市交通局だけではなく、川崎市内を運行する民営バスも対象となる。なお市内を通行する路線であっても、横浜市営バス、コミュニティバス（稲城市iバス）、高速バス、空港連絡バスは対象とならない。
市内に住民登録する70歳以上の高齢者に対し、「高齢者特別乗車証明書」を発行している。これを提示して乗車することで運賃が半額になる。またこれを提示して「川崎市高齢者フリーパス」を有料で購入することもでき（東京都のシルバーパスに相当するもの）、その場合は定額で乗り放題となる。
また障害を持つ高齢者（「高齢者特別乗車証明書」および各種障害者手帳などを所持する者）は、「高齢者福祉パス」を無料で受けることができる。利用方法は「川崎市高齢者フリーパス」と同様である。
障害者に対しては、以前は市内で利用できる「ふれあい回数乗車券」「市バス特別乗車証」「民営バス定期券」が発行されてきたが廃止され、無料乗車証「川崎市ふれあいフリーパス」に一本化された。市内在住の障害者（身体障害者・知的障害者・精神障害者）は、市で定める要件を満たす場合に交付が受けられる。また、第一種身体障害者と12歳未満の第二種身体障害者または知的A1またはA2と12歳未満で第二種の介護者は手帳を提示すると割引運賃が適用される。
なお、障害を持つ70歳以上の高齢者は「川崎市ふれあいフリーパス」を受けることができず、前述の「高齢者福祉パス」を受けることとなる一方で、無料で交付され乗車できるという点では違いがない。

### 福祉割引制度
身体障害者・知的障害者本人が、それぞれ身体障害者手帳・療育手帳を提示すると割引運賃が適用される。介護人は、手帳に「第一種」または12歳未満で「第二種」と記載している場合に限り割引が適用される。。

## 車両

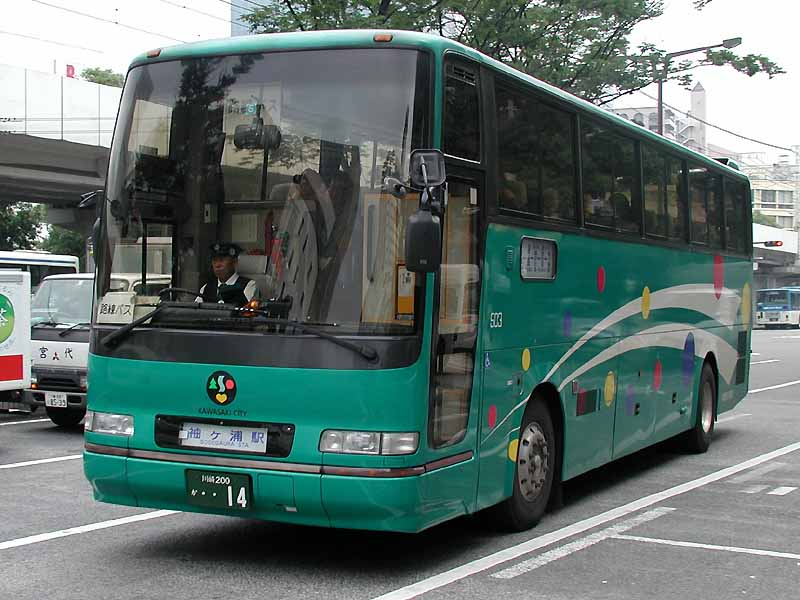
過去の車両：貸切用車両（元アクアライン高速バス）

### 車種
かつて川崎市交通局では地域振興策として、市内に工場があったいすゞ自動車（川崎区殿町のいすゞ川崎工場、2004年閉鎖）、三菱ふそう（中原区）の2社の車両を全営業所で導入していた。いすゞ車は純正車体と富士重工製車体、三菱車は呉羽車体を採用していた。
エアロスターの車体は三菱ふそうバス製造（当時：三菱自動車バス製造）に一本化されるまでは、呉羽自動車工業（のち新呉羽自動車工業）製車体のエアロスターKを導入していた。
公害が深刻な社会問題となった川崎市では低公害車の導入に積極的に取り組み、1991年に日野・ブルーリボンHIMRの試験運行に参加したことを契機に、1993年からは日野自動車製の車両導入が再開された。1994年のCNG車導入に際してUA試作CNG車を導入したことにより、日産ディーゼル（現：UDトラックス）製の車両も導入されるようになった。その後は指名競争入札制度により、国産ディーゼル4社の車両が導入されるようになった。日野車は純正車体、日産ディーゼル車は富士重工製車体を採用していたが、富士重工のバス架装事業撤退後は西日本車体工業製の車体に切り替えられた。
2009年までは観光・高速バスタイプの車両を保有していた。元はアクアライン高速バス用であったが、2004年の高速バス撤退後は貸切バスや、ミューザ川崎シンフォニーホールでのコンサート開催時に不定期運行される臨時バス「快速ミューザ」（運行経路は川崎駅 - 宮前平駅 - 新百合ヶ丘駅）専用車として使用されていた。高速車は、1997年のアクアライン開通時に導入された日産ディーゼル・スペースアロー2台（2009年除籍）と、2001年に横浜市交通局から中古購入した日野・セレガ1台（2006年除籍）の2種類で、ともに補助席付き60人乗りであった。その後「快速ミューザ」が運行される際は、かわさきノルフィンのラッピングが施された一般路線用の車両で運行された。
なお、車両整備のほとんどは自局の営業所内の整備工場で行っているが、一部は市内の自動車修理工場へも委託されている。
2024年2月28日、最後の日産製(4000番台)車両が引退したことにより、日産ディーゼル車は全廃となった。

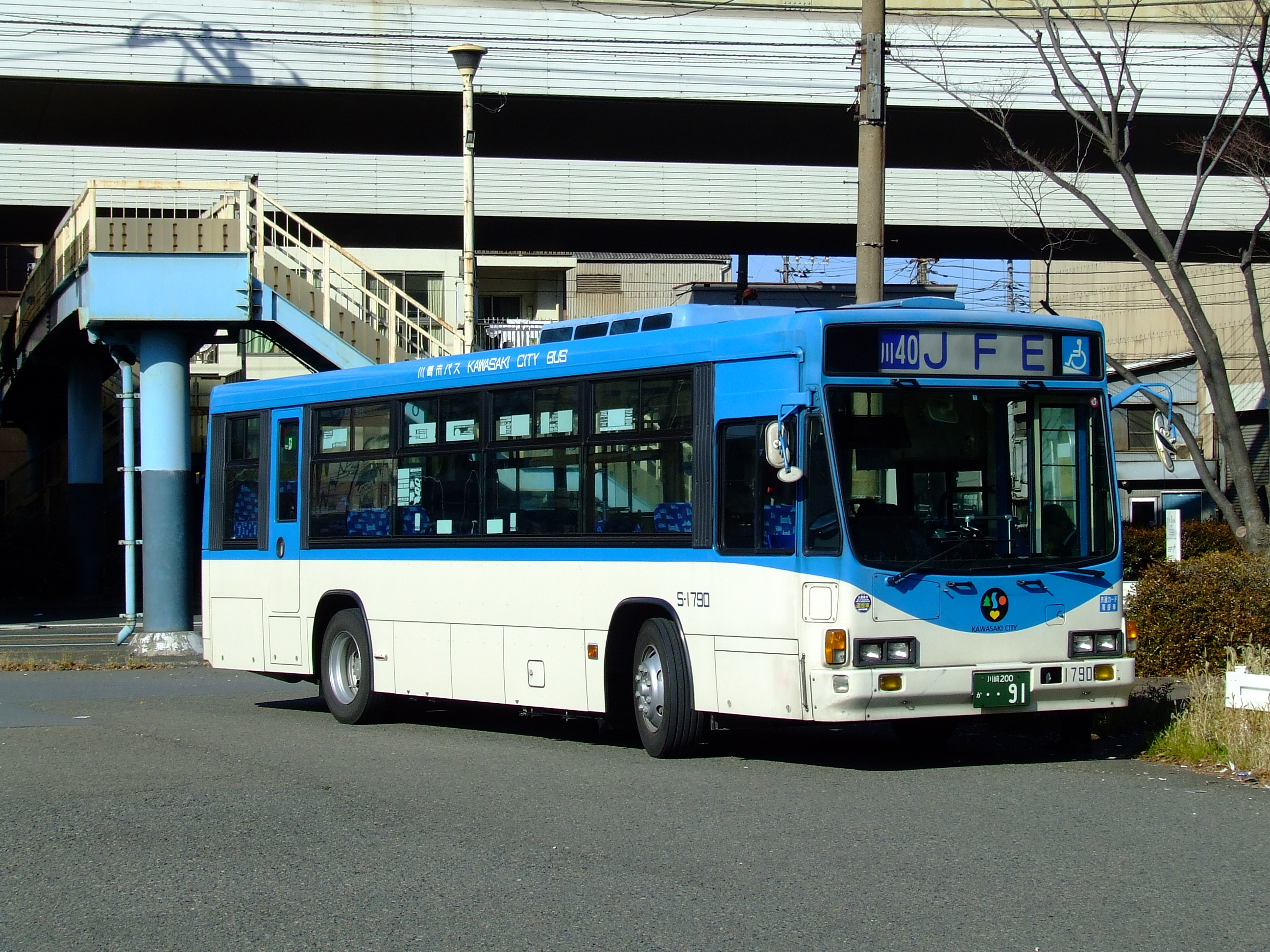
いすゞ車 純正車体
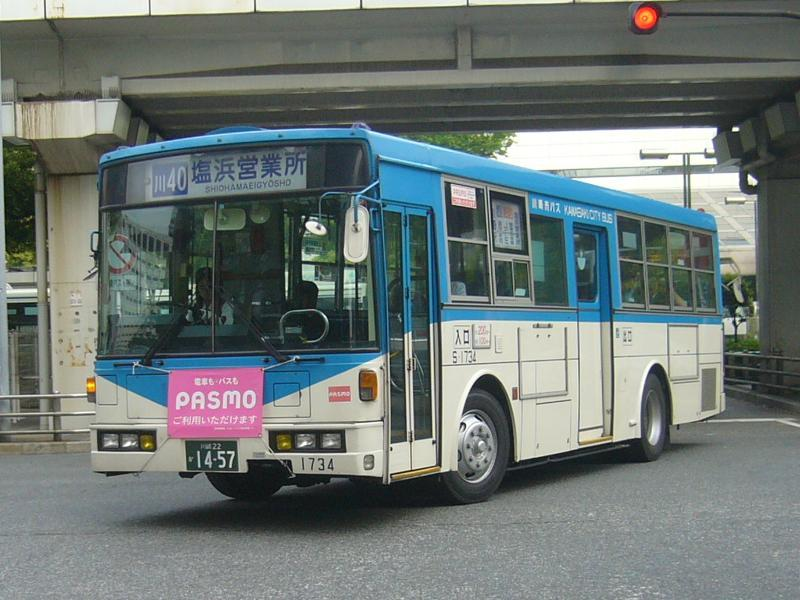
いすゞ車 富士重工製車体
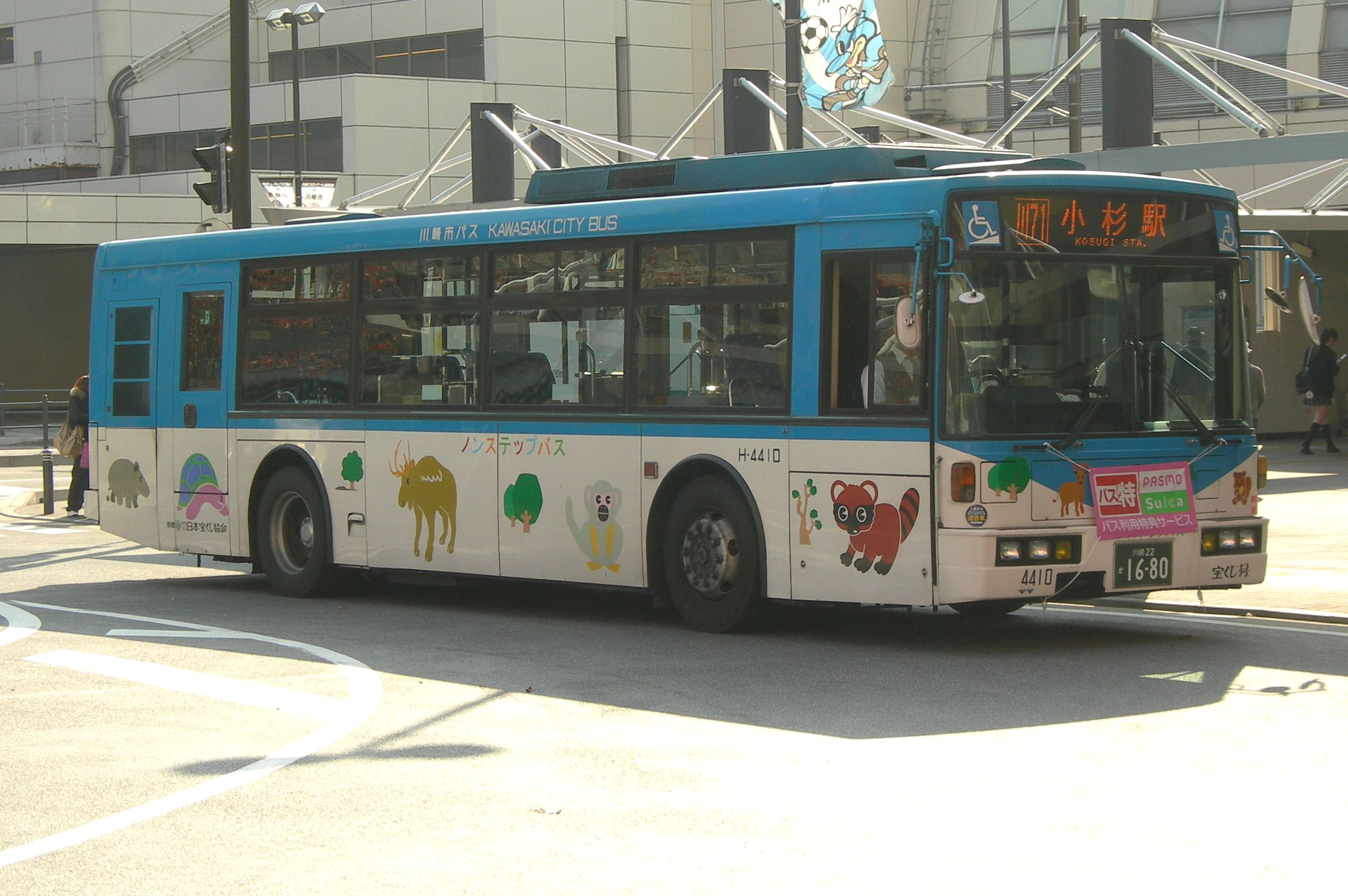
日産ディーゼル車 富士重工製車体
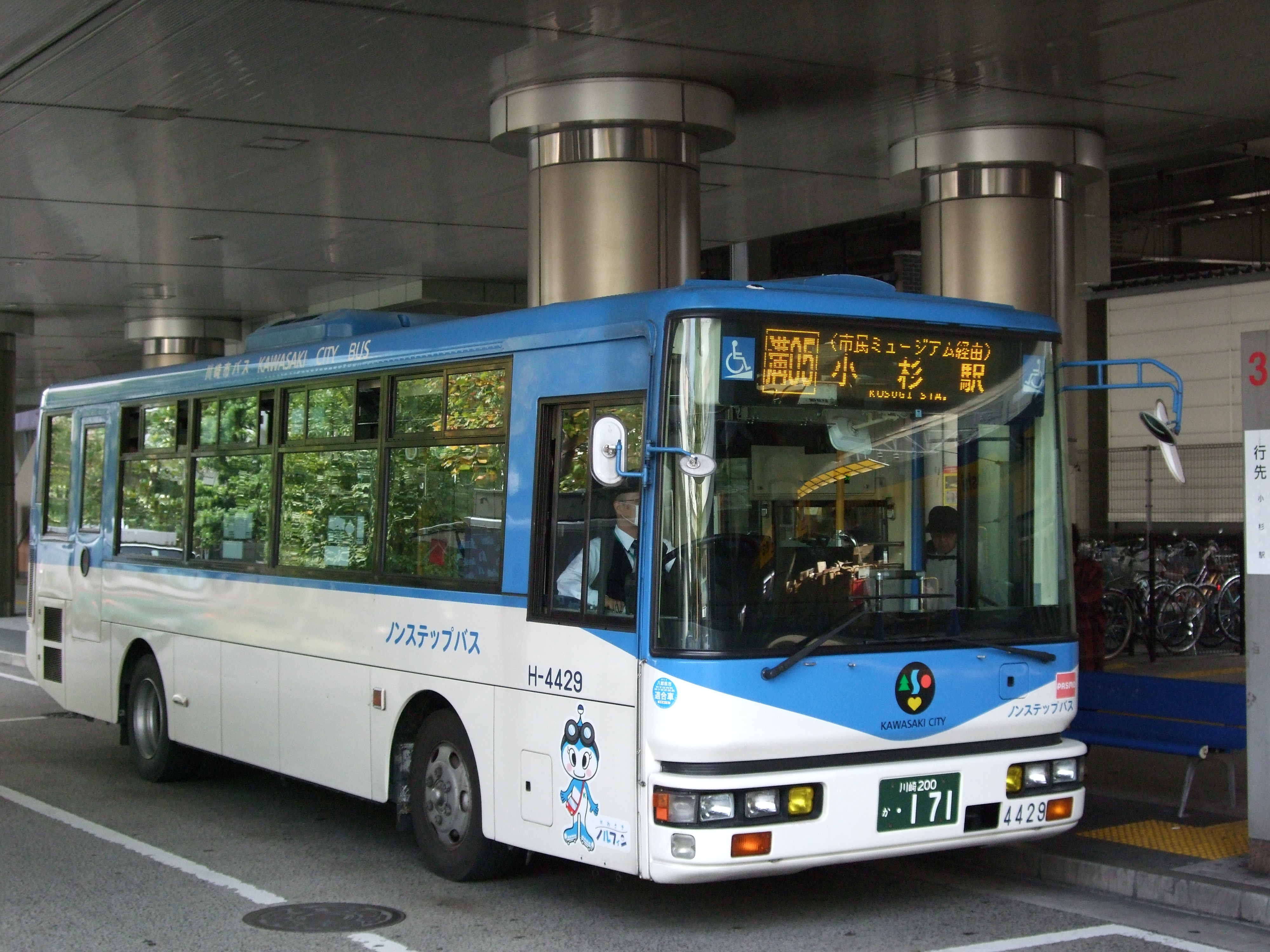
日産ディーゼル車 西日本車体工業製車体
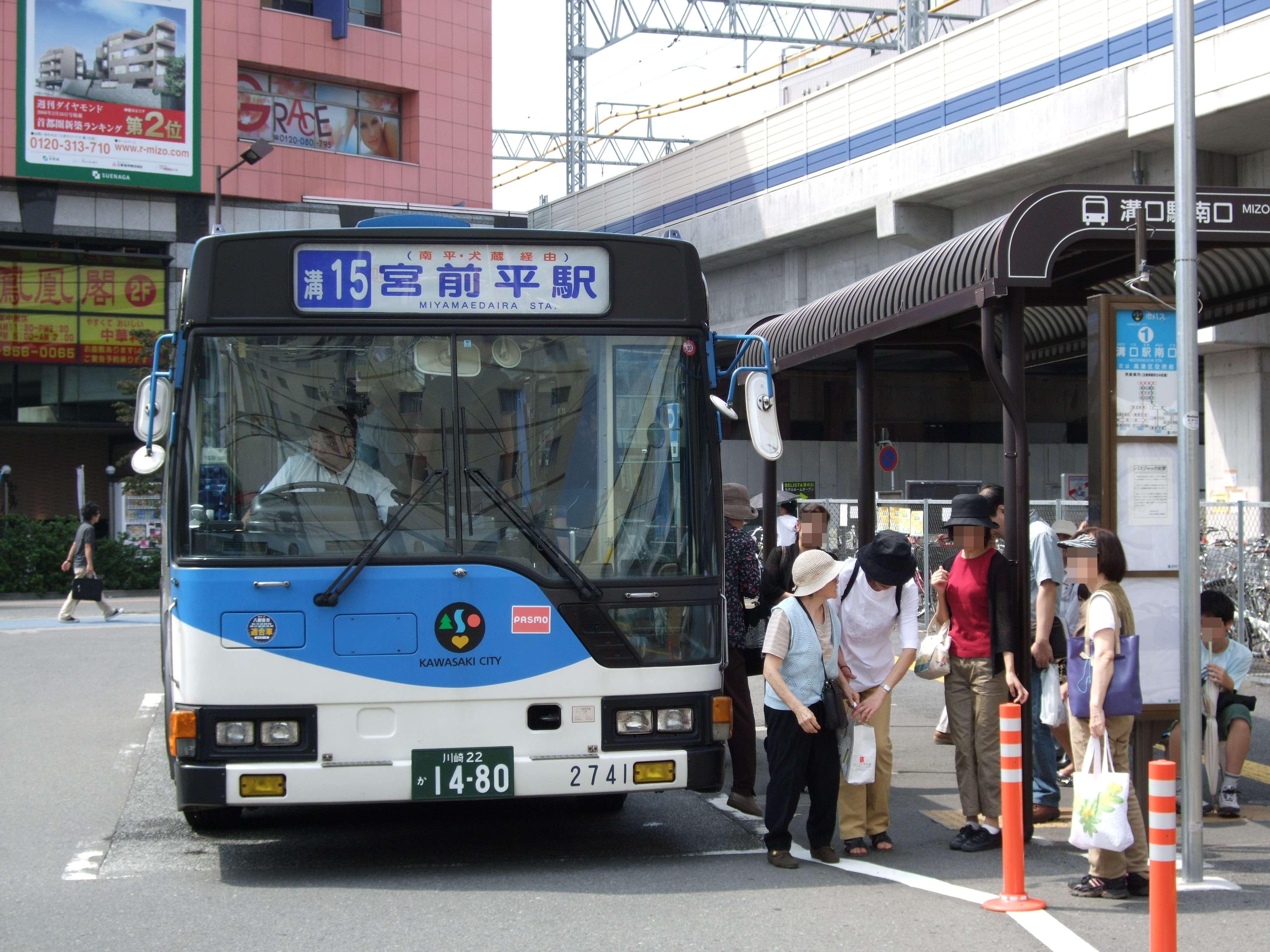
三菱ふそう車 純正車体
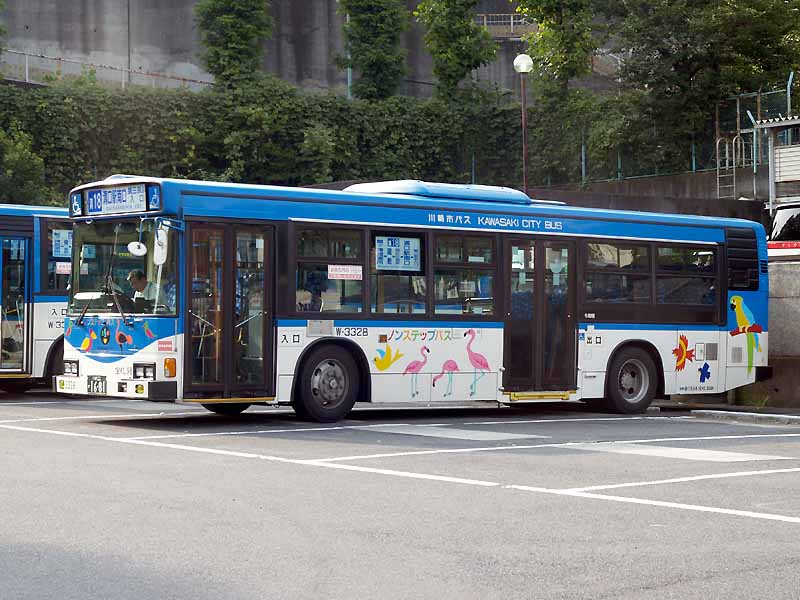
日野自動車製ノンステップバス
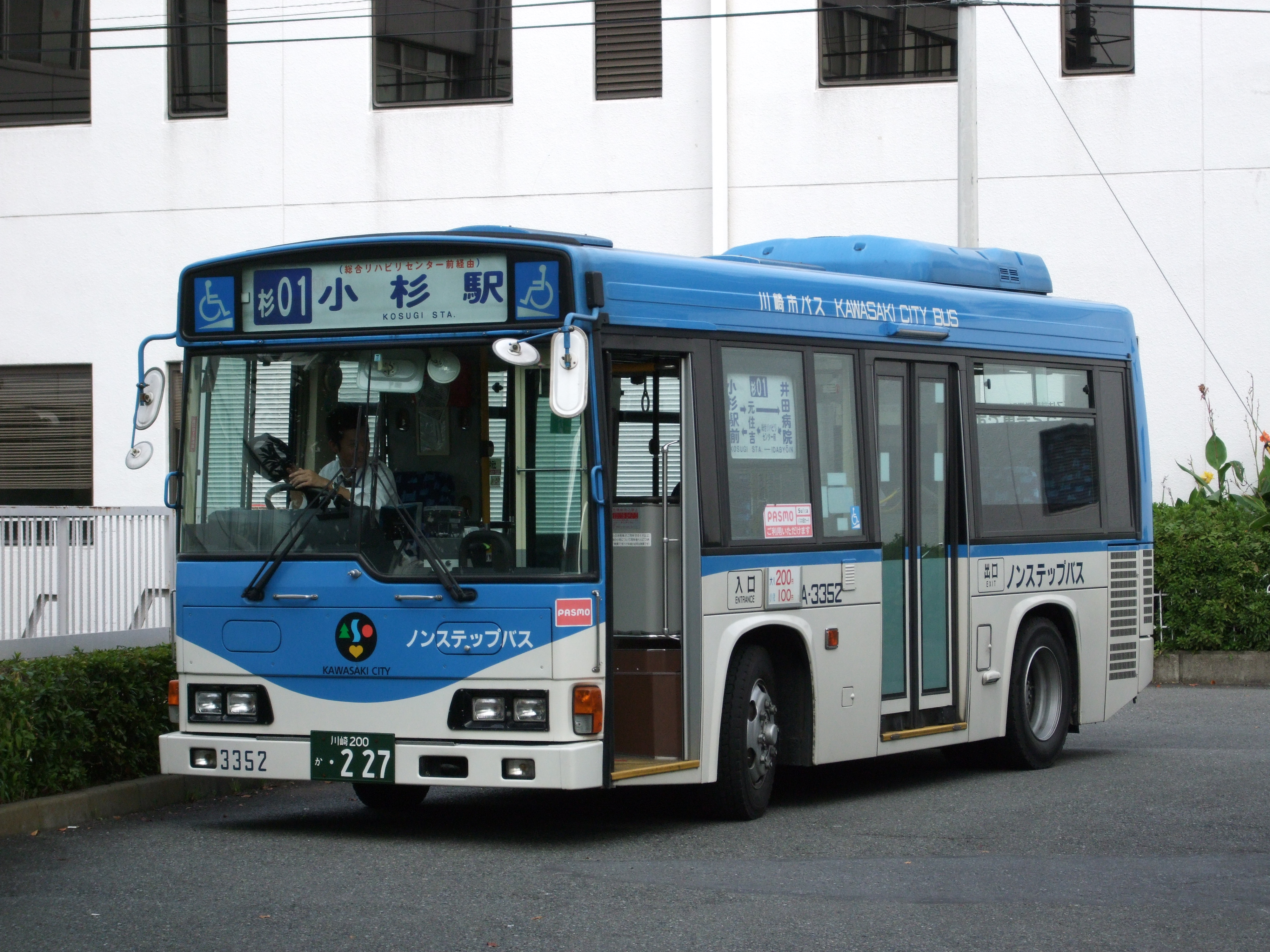
日野・レインボーHRの7m車 1台のみ在籍
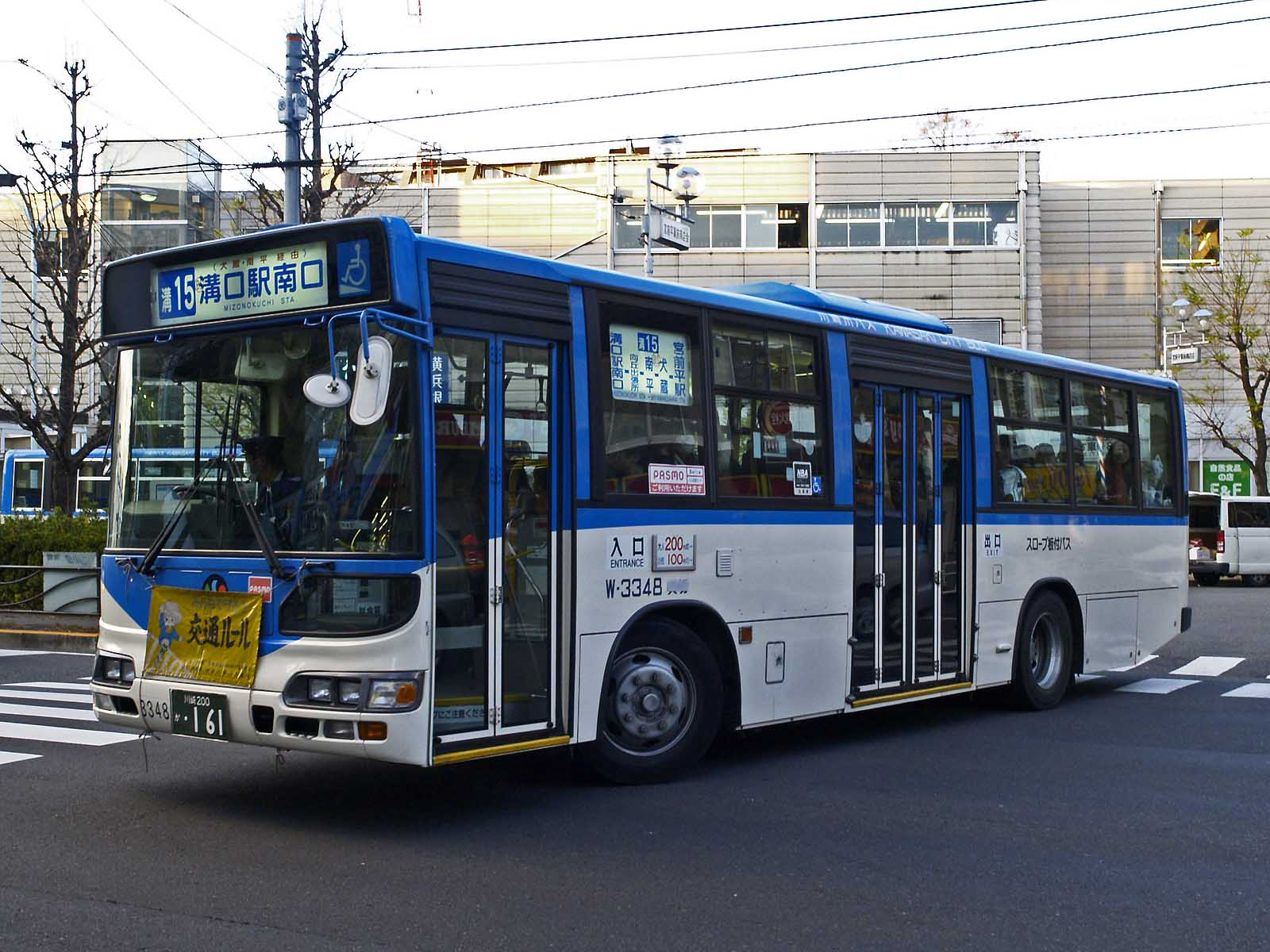
日野・ブルーリボンシティワンステップ 1台のみ在籍
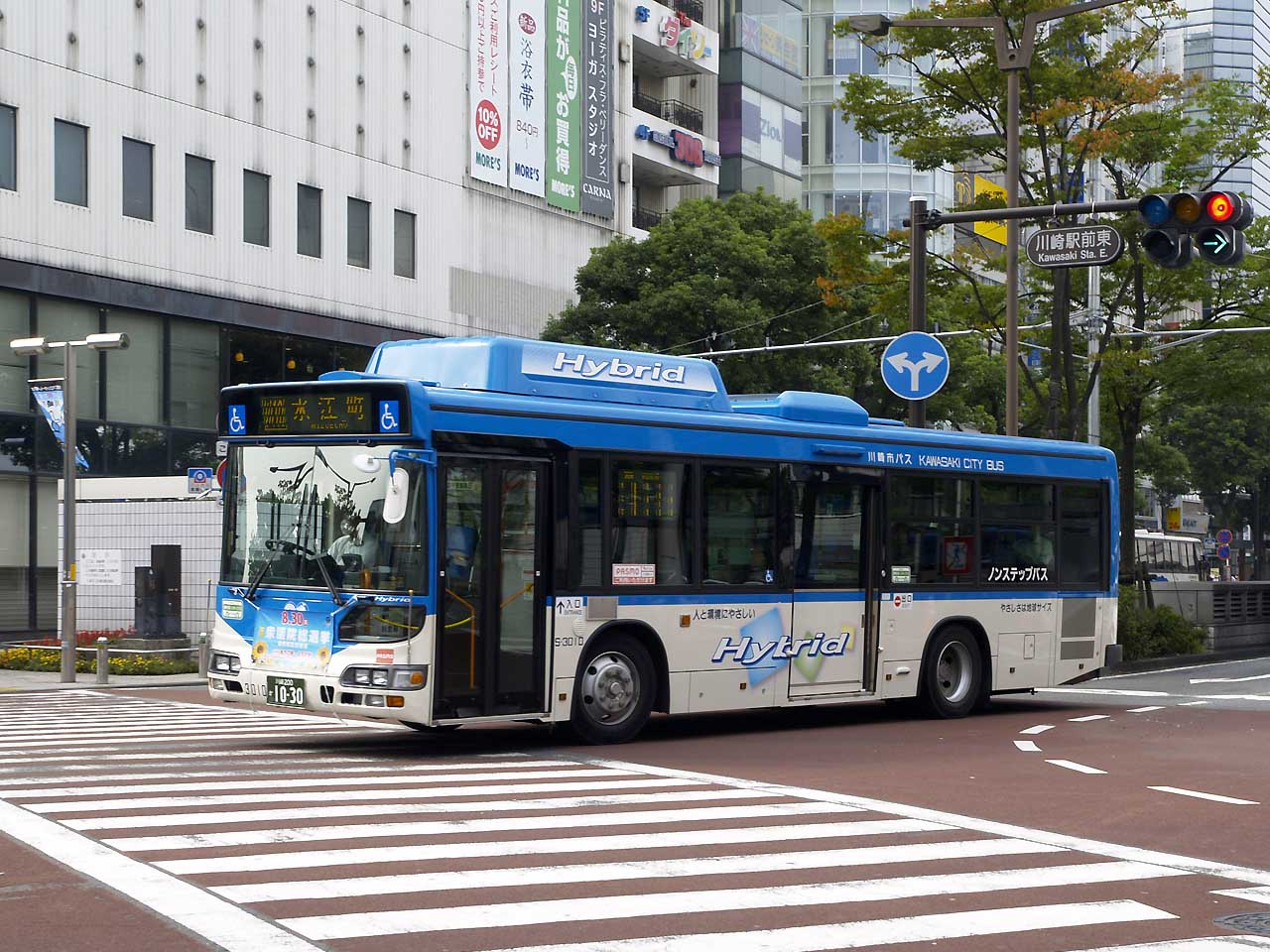
日野自動車製ハイブリッドバス
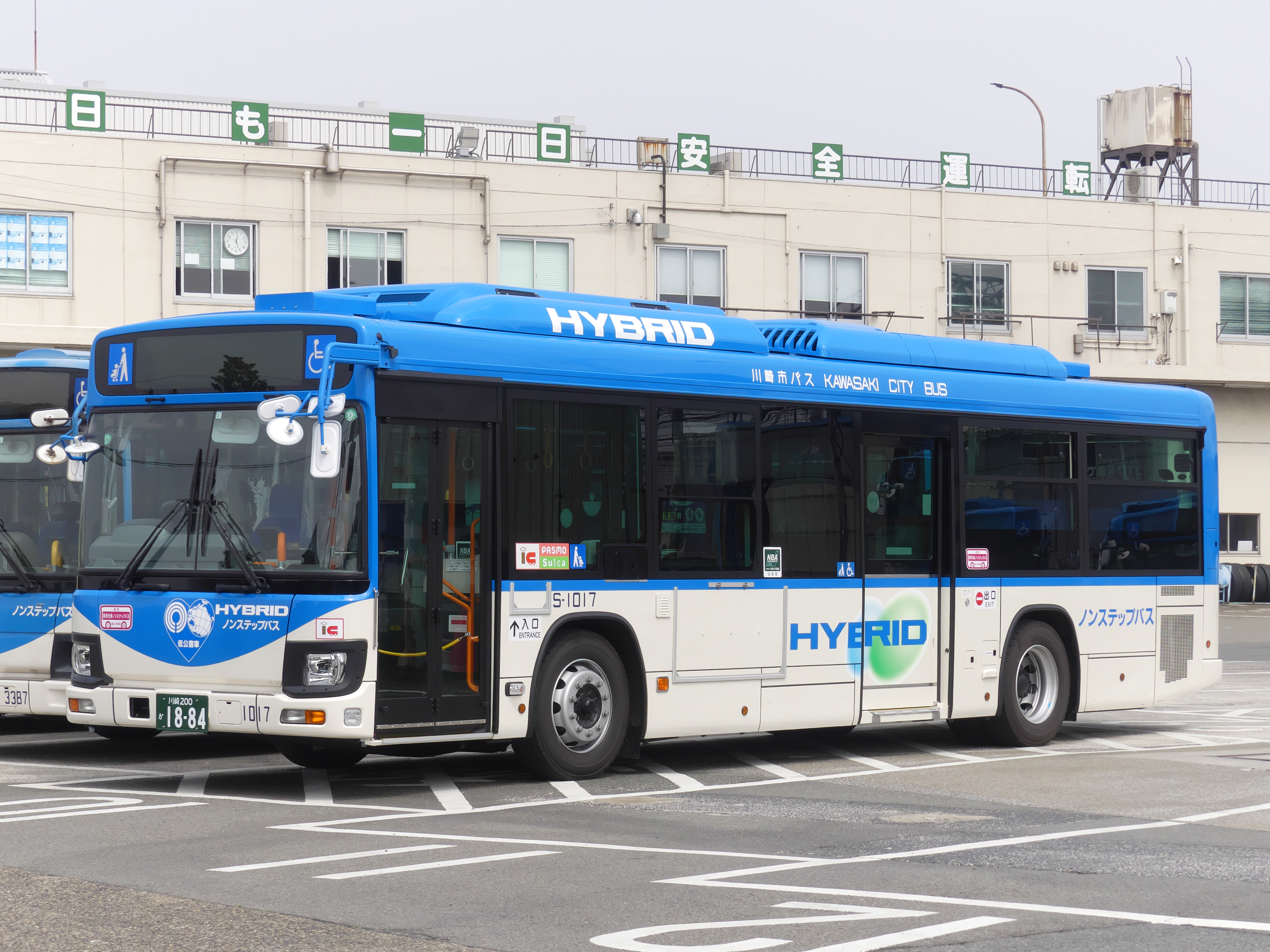
いすゞ製エルガハイブリッドバス

### カラーリング
車両の塗装は基本的に、上半分がスカイブルー、下半分が白の塗り分けとなっている。1972年に塗装を変更する際、当時は公害のイメージが強かった川崎を、公害のない青い空と白い雲のイメージにしようという願いを込めて制定されたカラーリングで、川崎市の清掃車も同じ色である。ただし、清掃車は1980年代後半にこのカラーリングに変更され、それ以前は上半分が薄い緑で下半分が黄色のカラーリングだった。
旧塗装は、川崎市と同じく市内に大規模工業地帯を有し、公害都市として知られていた尼崎市にかつて存在した公営バス・尼崎市交通局の昭和40年代までの購入車とよく似たカラーリングであった。
座席シートには、川崎南部・中部・北部を代表する観光施設である、川崎マリエン・川崎市市民ミュージアム・日本民家園の保存家屋の絵柄が描かれていた（高速・貸切車を除く）。しかし2007年度以降の購入車では座席の絵柄は省略されたため、その後の車両代替により消えつつある。
1997年から2009年まで在籍していた、元アクアライン高速バスの塗装は、エメラルドグリーンをベースに白い2本の弧と水玉模様が描かれていた。「快速ミューザ」に転用される際にも塗装は変更せず使用していた。
近年はラッピングバスも多数ある。2016年にはハローキティの川崎市バス・ナビゲーター就任を記念し、かわさきノルフィンとハローキティのコラボレーションラッピングバスが登場した。車両前面の川崎市章がキティのリボンに差し変わっている。

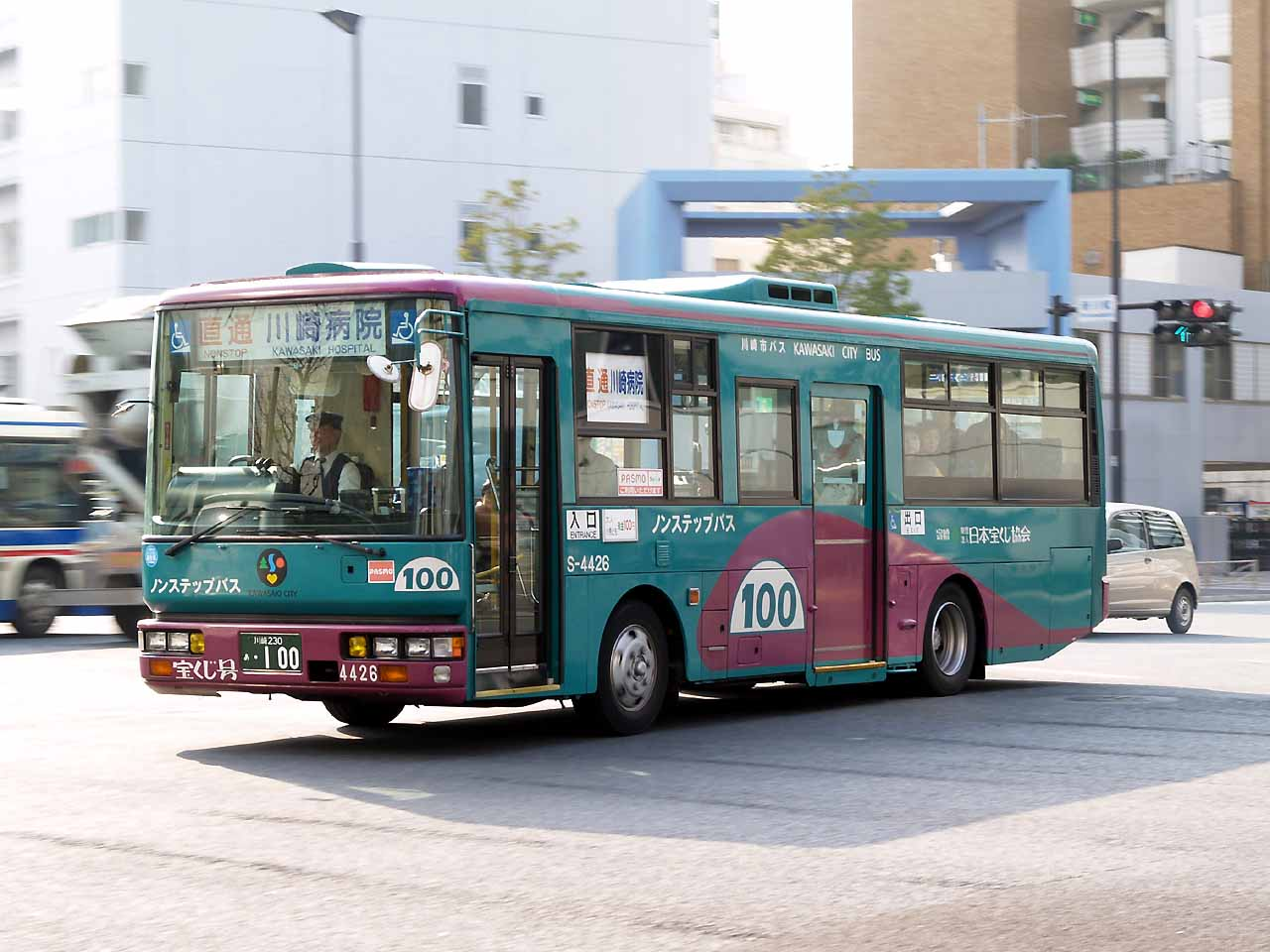
100円バス専用塗装
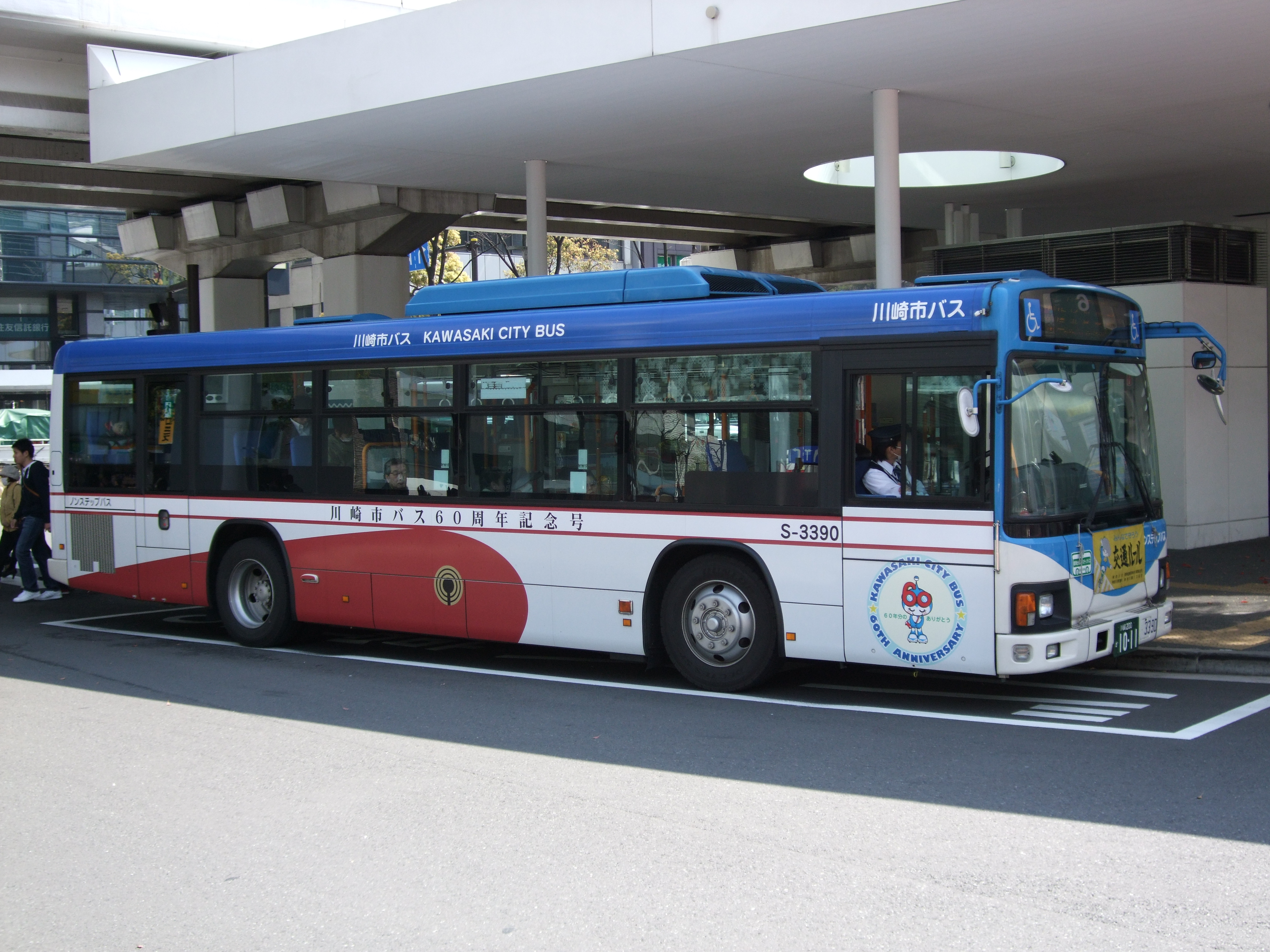
川崎市バス60周年記念塗装
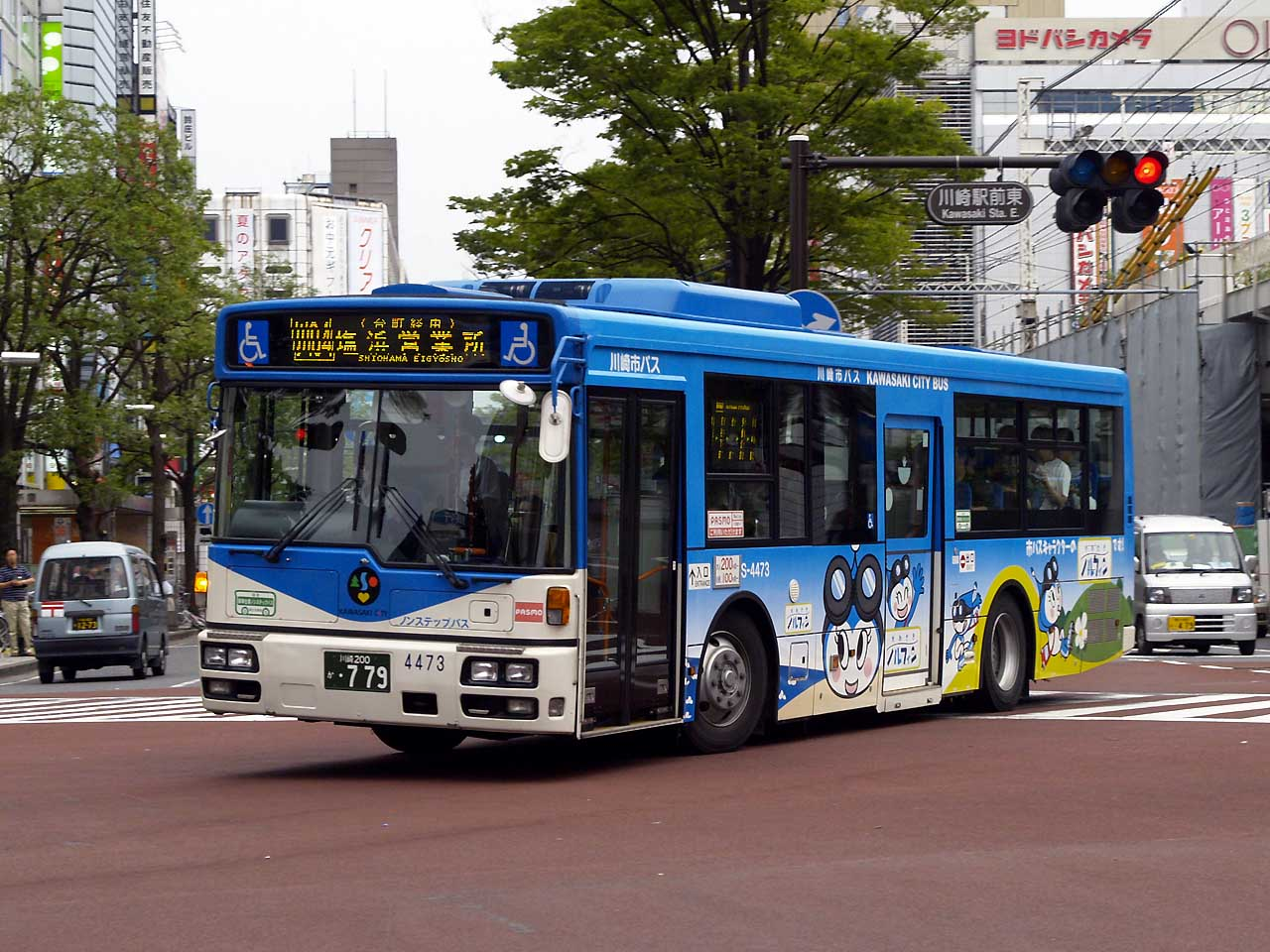
かわさきノルフィンラッピング
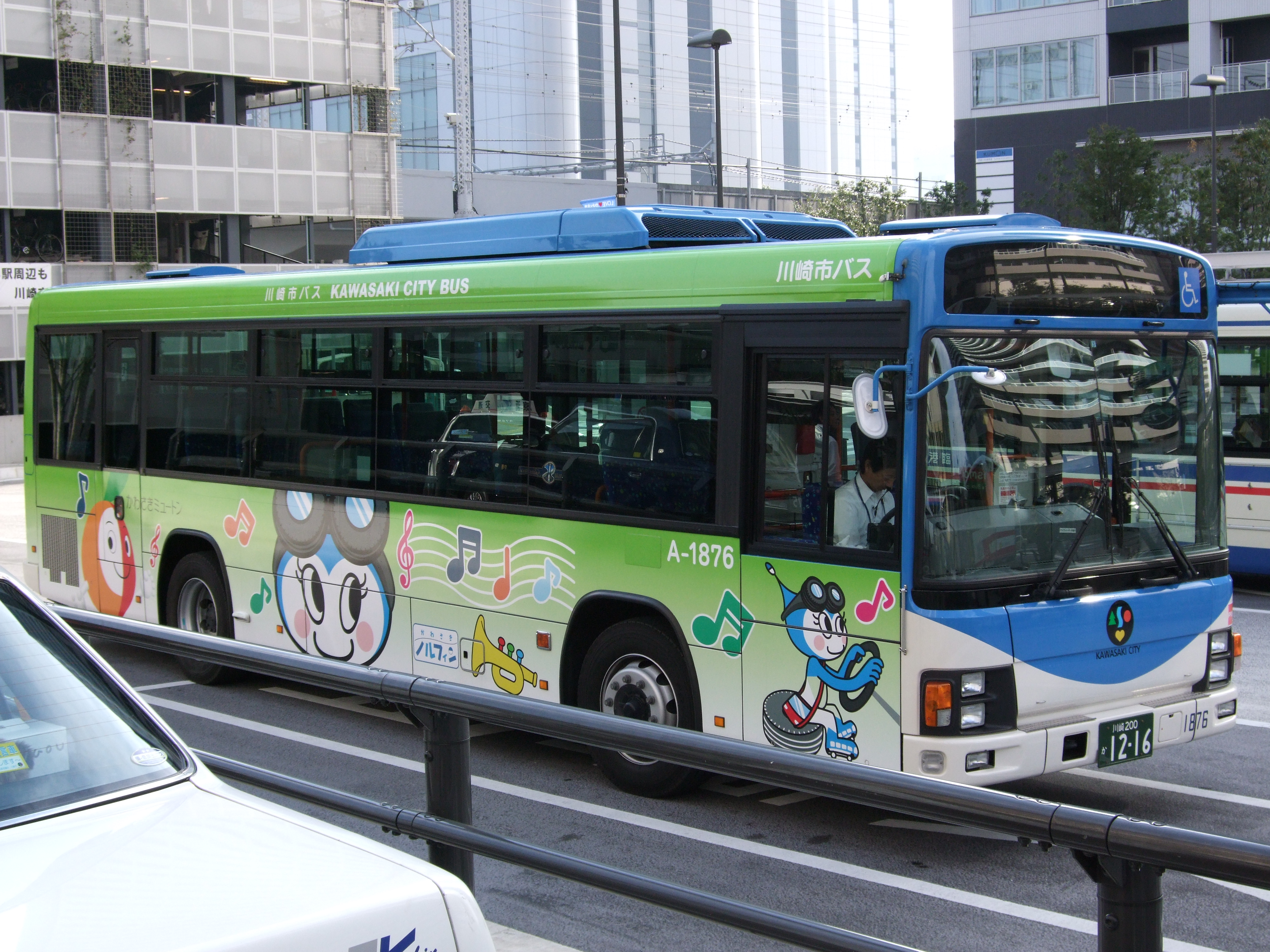
音楽のまち・かわさきラッピング
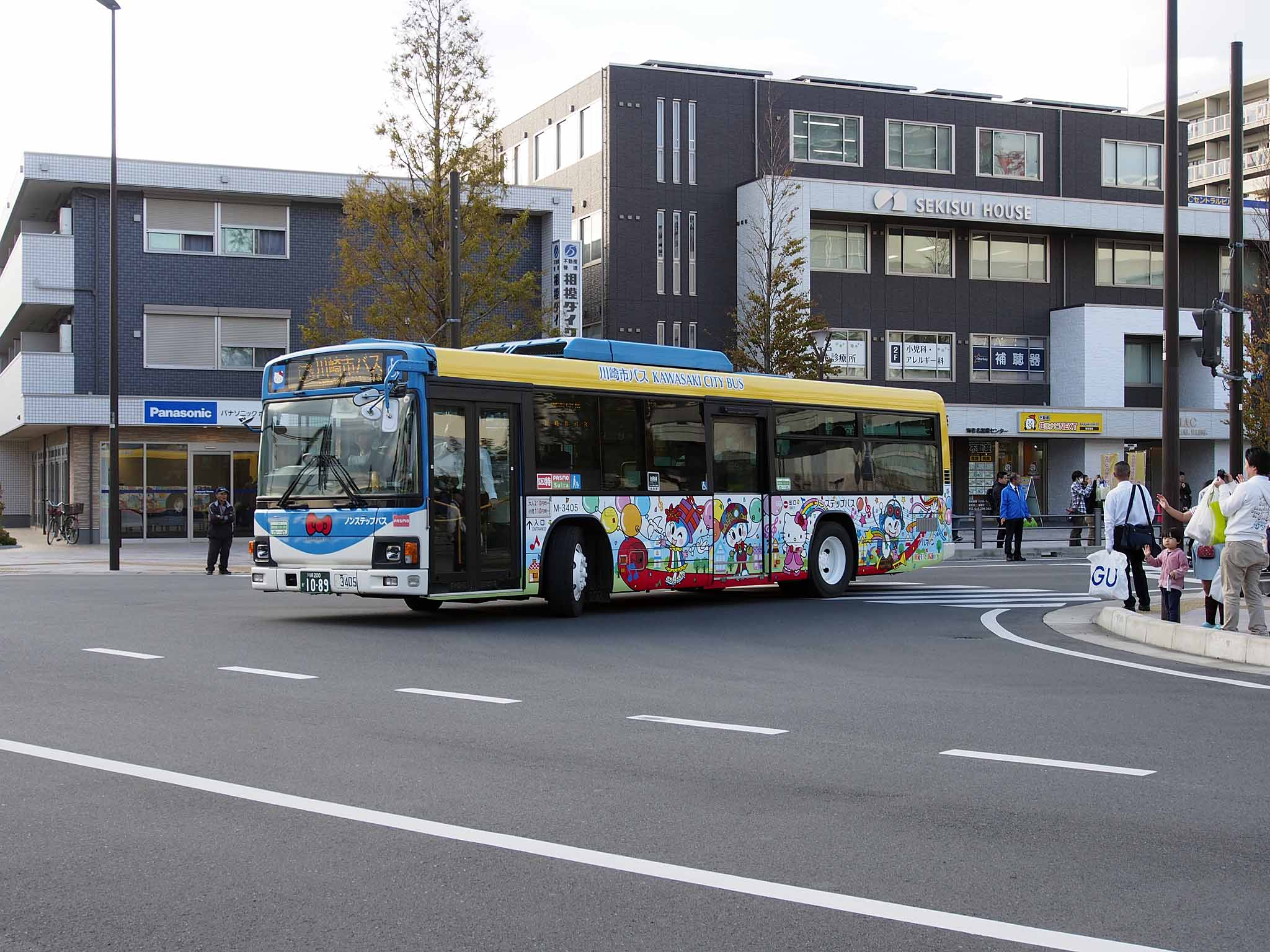
ノルフィン・ハローキティラッピング
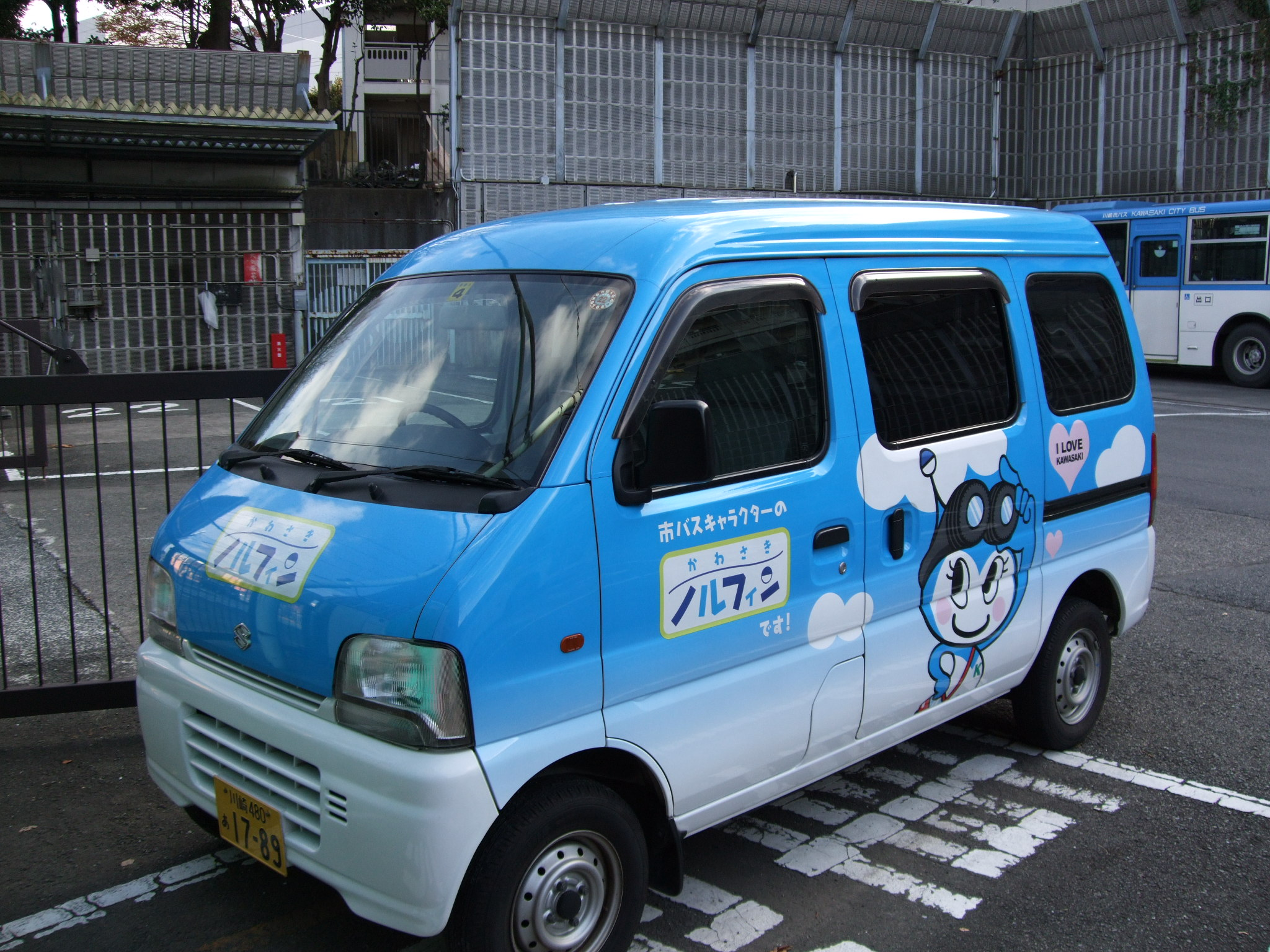
ノルフィンラッピングの社用車
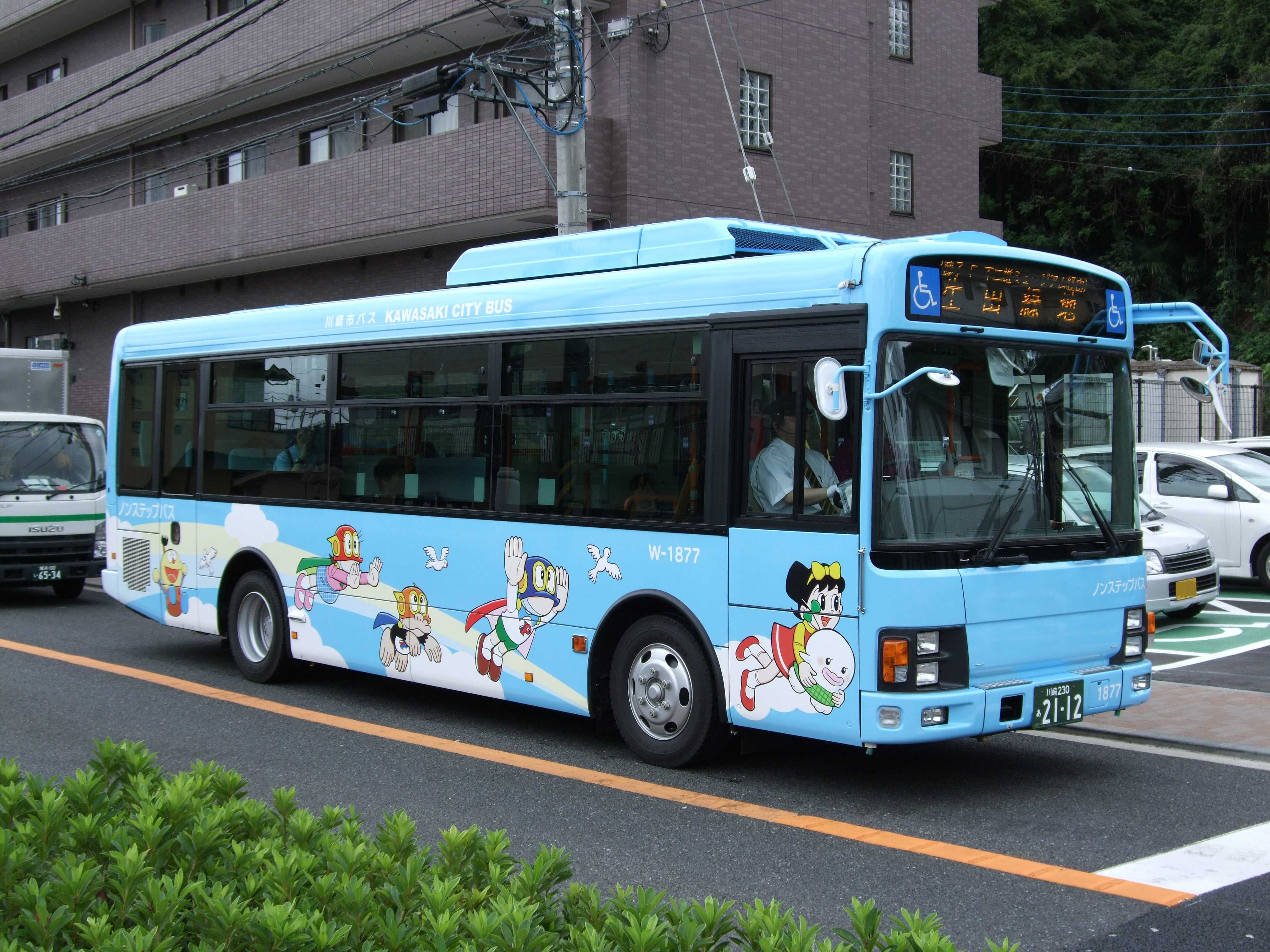
藤子・F・不二雄ミュージアム シャトルバス
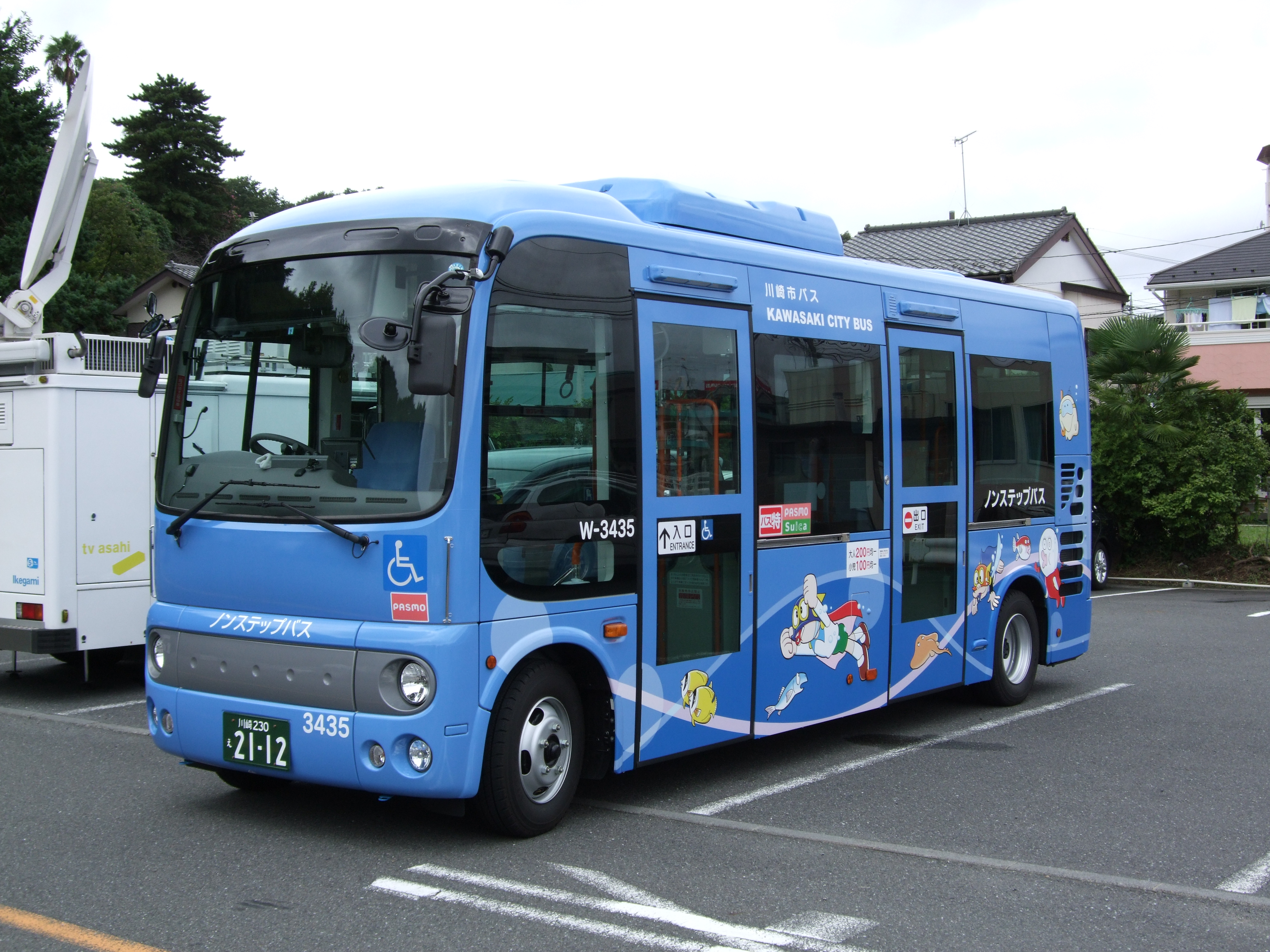
藤子・F・不二雄ミュージアム シャトルバス

### 仕様
2007年3月18日にはPASMOが導入された。これにより順次小田原機器製の運賃箱に置き換えを行い、3月までに全車両への置き換えが完了した。
車内は一般的な前向き座席で、優先席は横向き座席となっており、優先席部分の吊革はオレンジ色となっている。2009年度購入車から、窓ガラスにUVカットのグリーンガラスを採用している。
従来は無線機が設置されていなかったが、2013年現在では運行管理体制強化の一環として、全車両に非常時連絡用無線機が運転席に設置され、営業所と乗務員との間で連絡をする際に使用されている。
中扉のブザーは一般的な一打点式だが（一部の日野車と三菱ふそう車はスピーカーや音色が異なる。乗降時には運転席でもブザーが鳴る）、2011年度以降の購入車ではチャイム音を採用し、ドア開閉ランプも装備している。
従来はLED式・時刻表示付きの車内案内表示装置を装備していたが、2012年4月以降は液晶式の車内案内表示装置への交換が進められ、年内に交換が完了し、2012年度購入の新車では最初から装備している。これにより多言語表示が可能となり、行先や停留所名などが英語・中国語（簡体字）・韓国語（ハングル）でも表示されるようになった。同時に自動放送のアナウンスも更新され、駅など主要バス停発着時には行先などの英語放送が追加され、放送の声も変更されている。
2021年度導入の3042号車より、白色LEDを行き先表示器に採用している。

### 車両番号
| S      | 40                          | 01       |
| ------ | --------------------------- | -------- |
| 営業所 | メーカーと 仕様（低公害車） | 固有番号 |

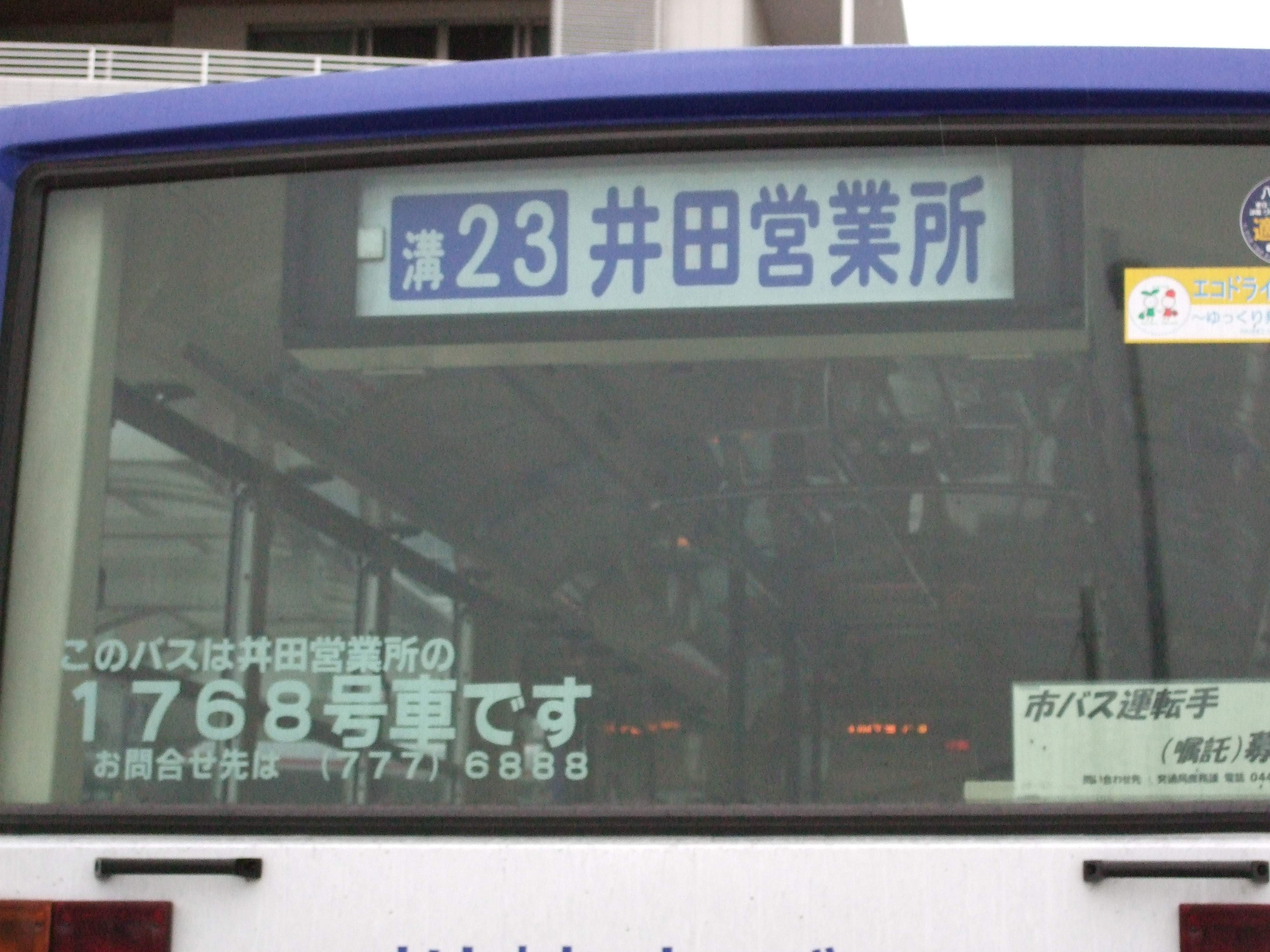
川崎市バスの全ての車両には、リアウインドウに車両番号と所属営業所、連絡先電話番号が明示されている

川崎市交通局の車両番号は、アルファベット1文字と、4桁の数字で構成される。貸切専用車はメーカーを問わず3桁で、500番台が付与される。付番規則は以下のとおり。
例の場合、Sは塩浜営業所、4000番台は日産ディーゼル車の低公害車であることを示す。
- アルファベット：所属営業所
  - 営業所記号は#営業所を参照。

- 数字の上1桁：車両メーカー
  - 上2桁でメーカーと仕様（低公害車）を表す。
    - 1000番台：いすゞ自動車（低公害車）
      - 1700・1800 • 1900番台：いすゞ自動車（それ以外）

    - 2000番台(全廃)：三菱ふそう（低公害車）
      - 2700・2800番台：三菱ふそう（それ以外）

    - 3000番台・3100番台：日野自動車（低公害車）
      - 3300・3400番台：日野自動車（それ以外）

    - 4000番台(全廃)：日産ディーゼル（低公害車）
      - 4400番台(全廃)：日産ディーゼル（それ以外）

    - 500番台(全廃)：貸切専用車
    - E0番台：EVモーターズジャパン（低公害車）

- 数字の下2桁：固有番号
  - 通し番号で付番される。番号が99まで到達すると00に戻り、上2桁目の数字が1つ繰り上がる。
- 2024年度導入のW-3100を以って日野自動車製低公害車の局番が3100番を突破。

### 廃車車両の譲渡
川崎市交通局で除籍された車両の多くは、日本国内の地方事業者に譲渡されている。2000年以降、神奈川県を含めた首都圏が自動車NOx・PM法による排出ガス規制強化地域に指定され、車両の使用年数が短くなったことなどから同年以降増加し、譲渡先は北海道から沖縄県まで広範囲に存在する。さらにミャンマー・インドネシア・スリランカなど海外にも輸出されている。

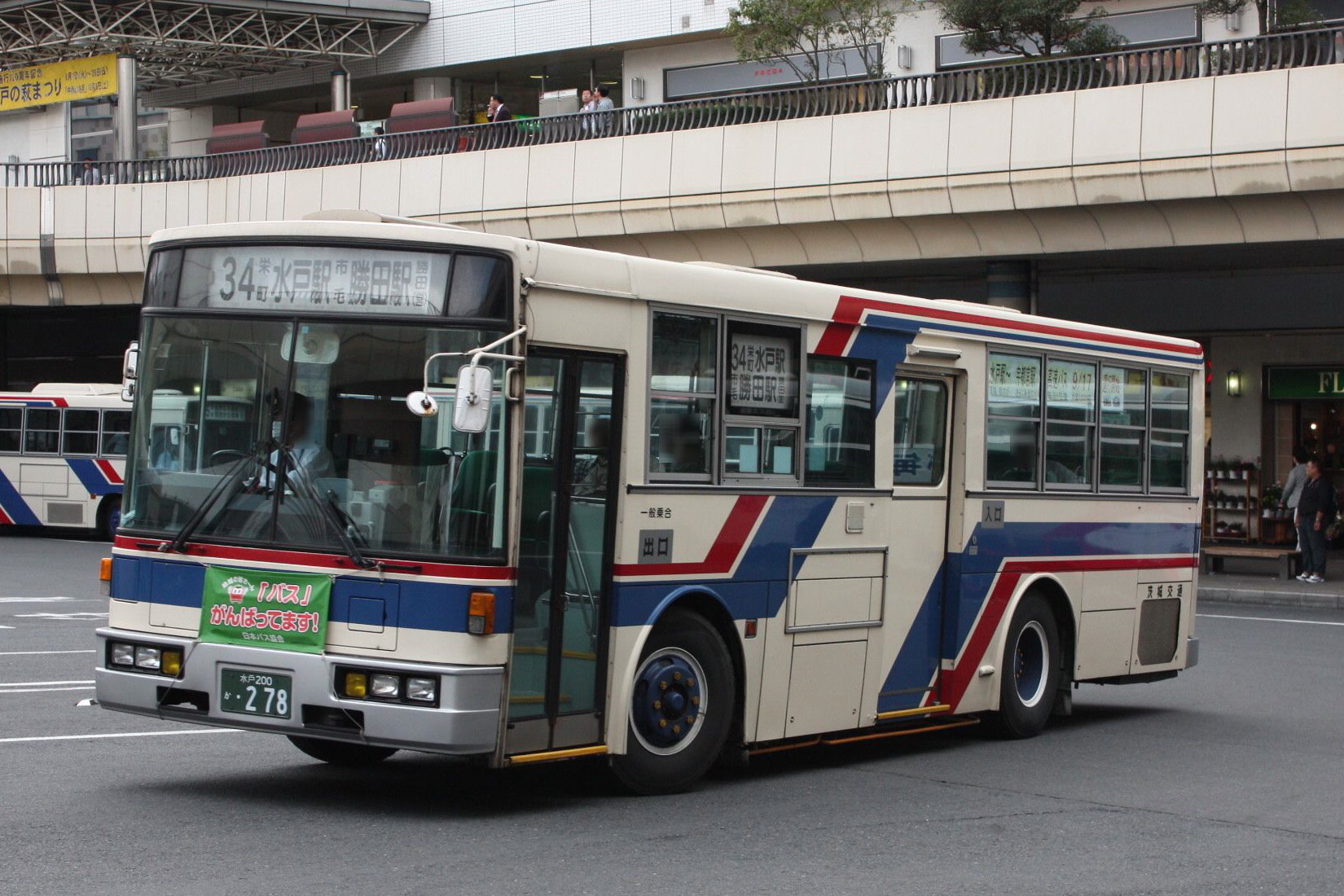
茨城交通への譲渡車
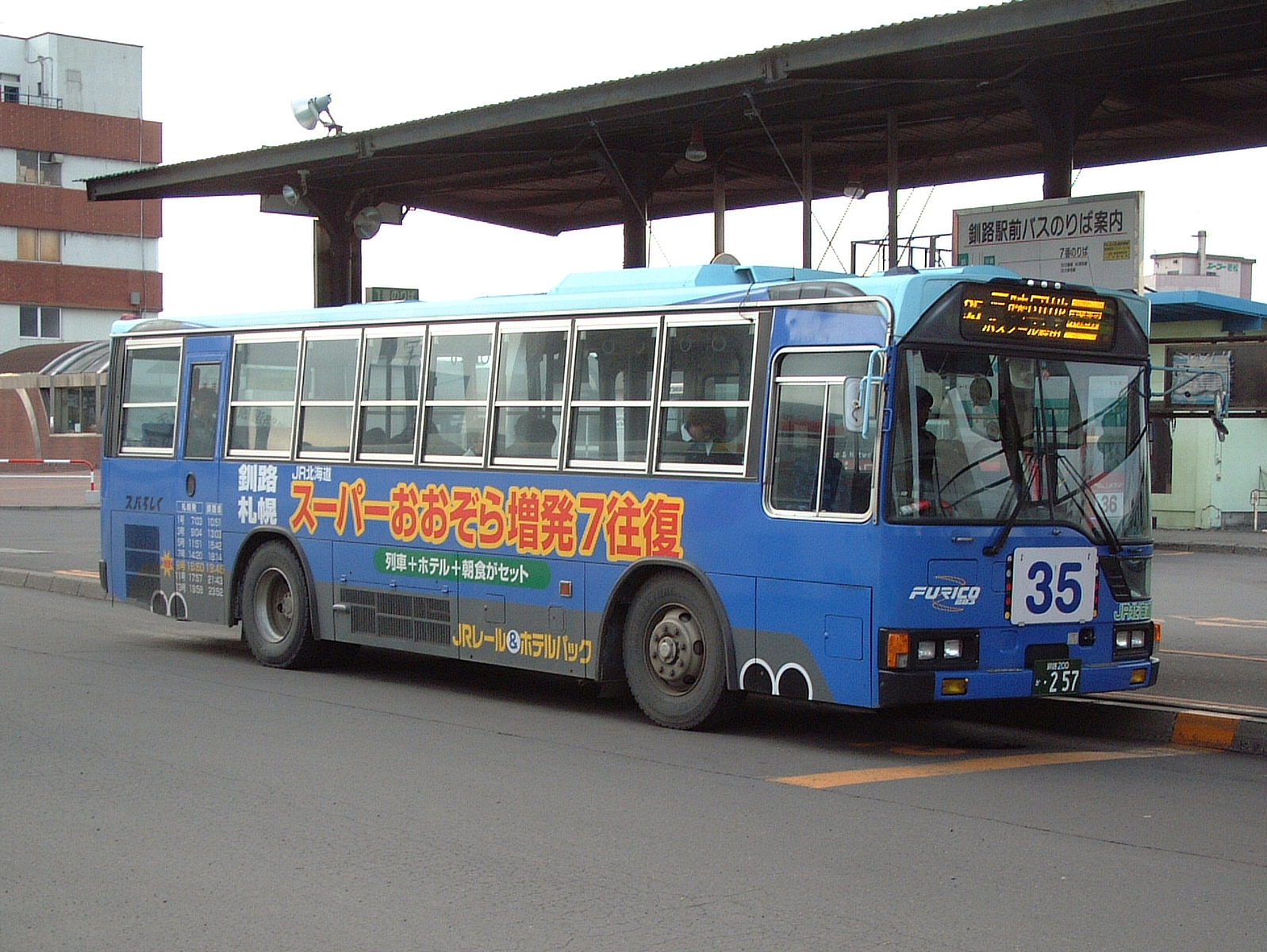
くしろバスへの譲渡車
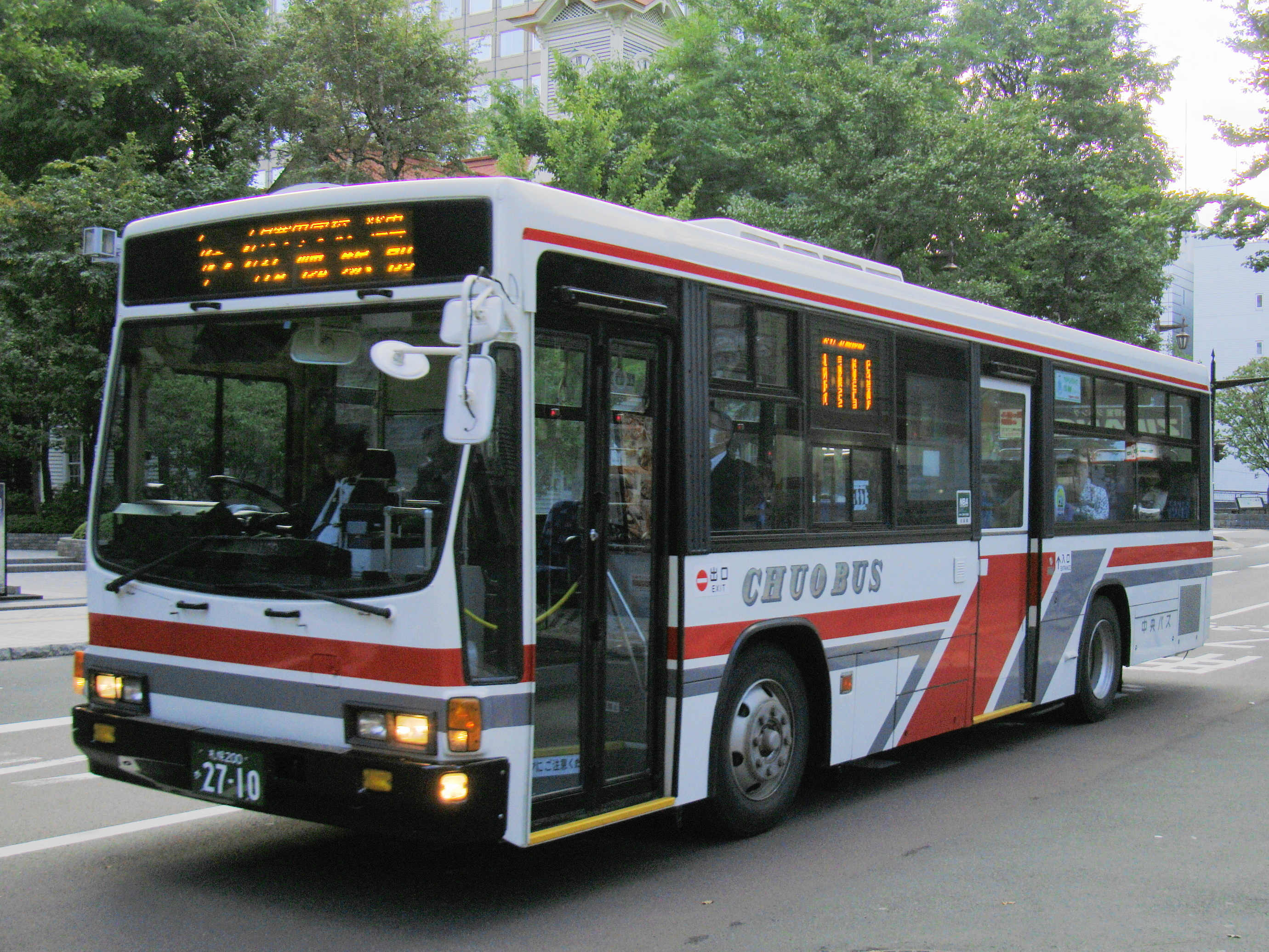
北海道中央バスへの譲渡車
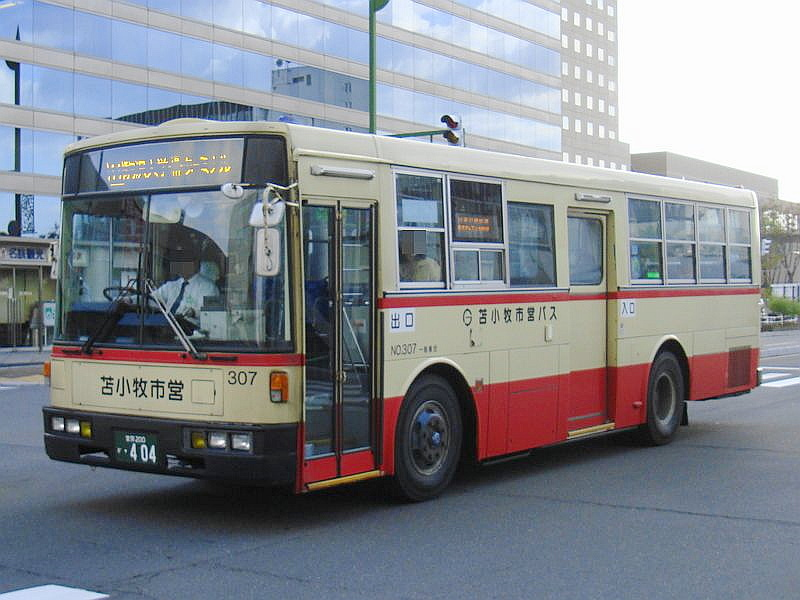
苫小牧市営バスへの譲渡車
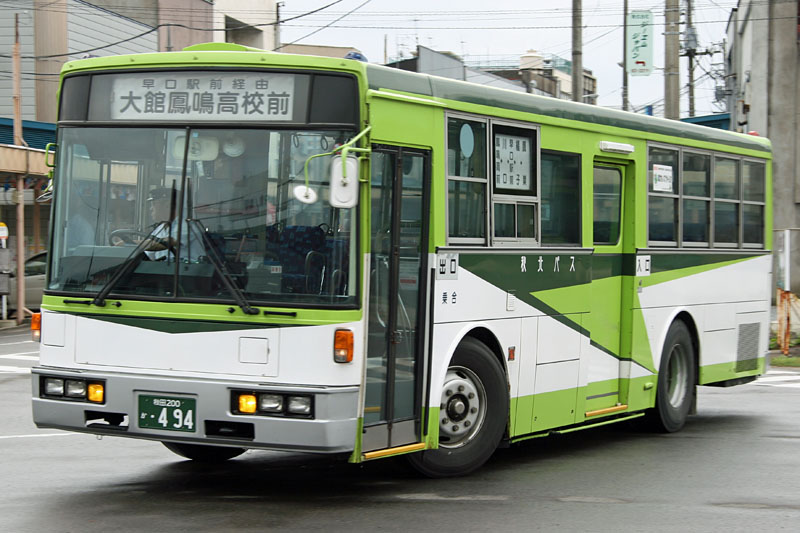
秋北バスへの譲渡車
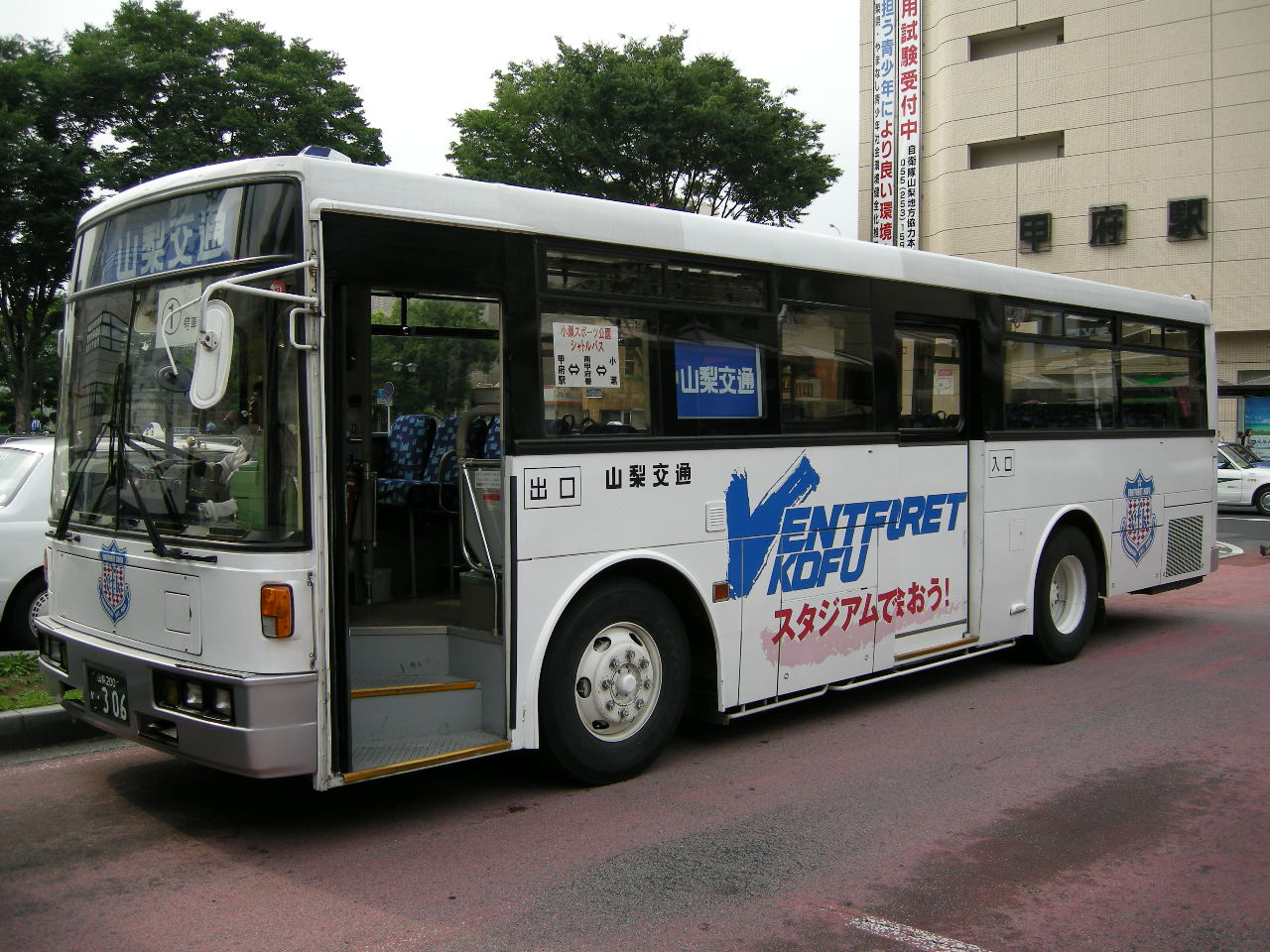
山梨交通への譲渡車
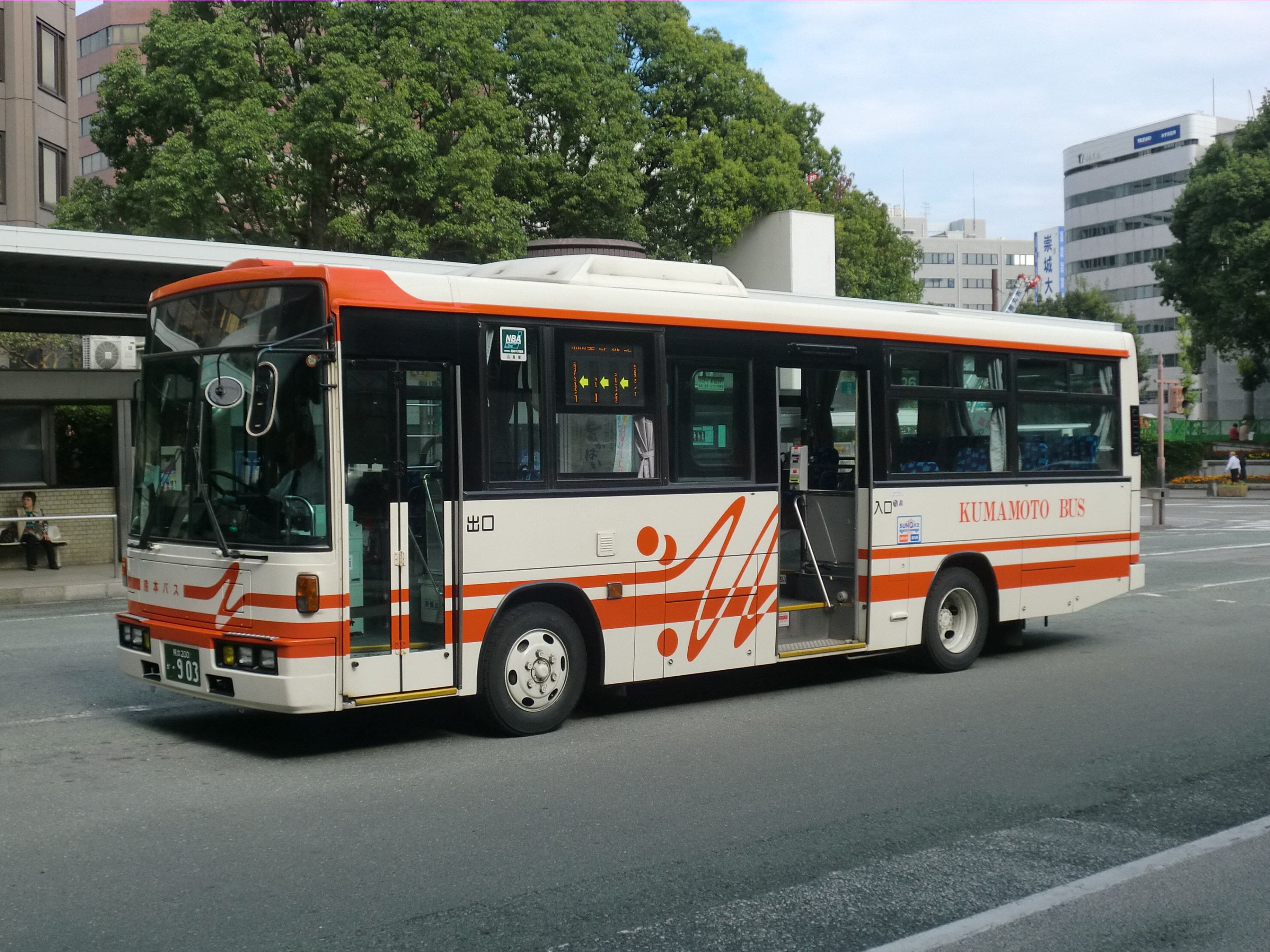
熊本バスへの譲渡車
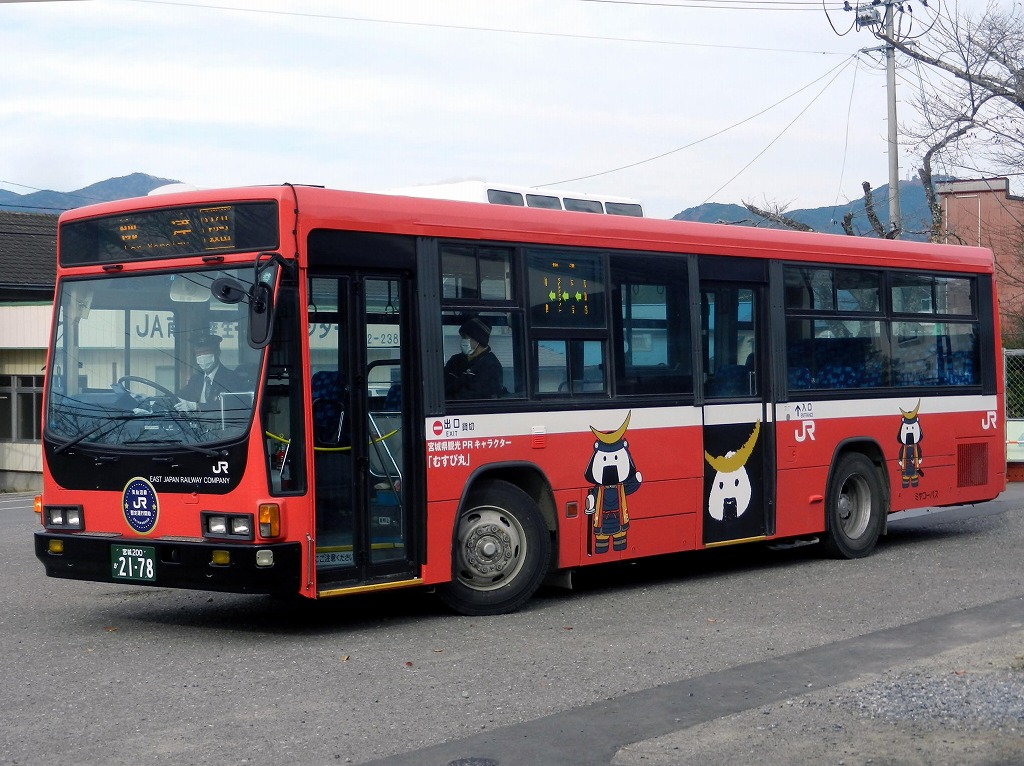
ミヤコーバスへの譲渡車（ワンステップバス）

## 不祥事

### 身障者への乗車拒否
2024年に、慢性腎不全で人工透析を受けている男性が、川崎市バスの運転士に、障害者手帳の代わりとなるスマートフォンアプリ『ミライロID』を提示し乗車しようとしたが、バスの運転手は乗車を拒否した。川崎市はこのアプリを使用しての乗車を認めており、男性はこれに基づいて提示したもので、男性は「不当な乗車拒否である」と訴えている。市は男性に対し謝罪した。